# 悪の組織・勢力 (ポケットモンスターSPECIAL)
悪の組織・勢力（あくのそしき・せいりょく）では、漫画『ポケットモンスターSPECIAL』に登場する悪の組織・勢力を紹介する。

## ロケット団
第1章・第2章・第3章・第5章・第9章と、作中において特に長期間主人公勢力と敵対する悪の組織。ポケモンを使った非合法な商売や生体実験など、幅広い悪事を行っている。
第1章ではカントー地方全土で暗躍し、各地で奪ったポケモンに生体実験を施し戦闘訓練を積ませた上でトキワの森に放ち、いずれはカントー全てのポケモンを手中に収めようとしていた。ミュウの細胞を利用したミュウツーの創造、伝説の三鳥一体攻撃を行うためのタイプ合成研究、離反したカツラの穴を埋めるためのオーキド博士の拉致、ポケモントレーナーの才能を持つ人間の拘束などを行ったが、図鑑所有者や正義のジムリーダーに妨害されたことで勢力を大きく減衰させ、ヤマブキシティのシルフカンパニー本社ビルで三幹部が敗北し、首領のサカキもレッドに敗れる。第2章でサカキが修行のため消息を絶ったことで瓦解し、第3章では仮面の男の傘下に入りジョウト地方にも活動範囲を広げていたが、トップが行方知れずとなりまたしても統率を失う。第4章でのサカキの帰還に伴い第5章ではナナシマを拠点に活動を再開するも、サカキが病に倒れたことで再び分裂。第9章開始時点でチャクラが再興させた直後に4将軍が指揮権を奪い取り、ジョウトで伝説のポケモンを求めて暗躍した末、病が完治したサカキを改めて首領に擁立する。
組織名であるロケット団の「ROCKET」とは、「Raid On the City, Knock out, Evil Tusks.（町々を襲いつくせ、打ちのめせ、悪の牙たちよ）」というサカキの言葉に由来する。

### 首領
サカキ
首領（ボス）の名に恥じぬ知力・体力を兼ね備えた実力者で部下からの信頼も厚く、敵対する人物にもその力量と人格に尊敬の念を抱く者がいるほど。組織の長として自ら認めた相手に全力の一騎討ちを挑み、負ければ敗北を認める潔さもある。トレーナー自身のスピードやパワー、そして力量こそがポケモントレーナーにとって重要であると考えており、秒単位での戦いを可能とする。作中でモンスターボールの「開閉スイッチ」に着目した初の人物でもある。
出身はトキワシティ。先代のトキワジムリーダーでもあり、最強と評されている。ポケモントレーナーとしては「大地のサカキ」の異名で知られ、その名の通り手持ちポケモンのほとんどがじめんタイプ。しかしそれ以外のタイプの扱いにも優れ、特にトキワの森で捕まえたスピアーには深い愛着を持っている。
第1章でマチスとキョウを打ち破ったレッドに興味を抱き、化石発掘をしていると偽ってレッドと一時的に行動を共にしていた。その後トキワジムを訪れたレッドに正体を明かし、実力や性格を的確に評価し自らの部下に欲しいと勧誘した上で、レッドの挑戦を受ける。トレーナーとしての圧倒的な実力で追い詰めるが、故郷を悪事に利用されて怒りを爆発させたピカに敗れ、ジムの崩落に伴い行方不明になる。
第2章ではカンナに氷漬けにされていたレッドを助け、スオウ島の決戦でイエローに加勢した後は、マチスとナツメにそれぞれのジムに戻るよう告げ、修行の旅に戻る。
それ以降姿をくらませていたが、第4章のエピローグで2つの宝珠を回収し、第5章でロケット団を再結成。三獣士を引き連れナナシマでデオキシスを捕獲し、昔ホウオウに誘拐されて生き別れになった息子・シルバーの行方を追う。数年前から体を病み、自分には時間がもう残されていないことを悟り、命が尽きる前にシルバーに会いたいと考えていた。また、デオキシスを従え「挑戦者」としてレッドに戦いを挑んだ。激闘の末レッドを追い詰めるもマサキが宝珠を回収したことでデオキシスが弱体化し、ミュウツーの一撃で敗北。戦いの後はサキにシルバーの下へと連れて行かれたがチャクラの裏切りで飛空艇が墜落し、デオキシスの力で逃げ伸びるもその先で炎に囲まれてしまい自身の肉体を焼かれながらもシルバーを助けて気絶し、病の影響もあり、シルバーのリングマと共に彼の隠れ家に運ばれた。そしてシルバーが石化から元に戻り三か月の時間を経て隠れ家を訪れる間に、シルバーのリングマを手持ちに加えて消息を絶つ。
第9章ではシント遺跡にてロケット団4将軍と戦う息子たちの前に、ワタル、ヤナギと共に現れる。リングマと共にギラティナとの戦いを優位に進め、最終的には中隊長とセレビィから渡された薬で病を完治させ、ロケット団の再興を宣言。その際にシルバーも誘うが、「いつかロケット団を壊滅させ、サカキを改心させる」というシルバーの決意を聞き、強くなったシルバーと再会することを願い、笑みを浮かべながらその場を去った。また、息子を誘拐した真犯人であるヤナギはすでに許している様子だった。
第13章で再登場。支配を企む星の危機を救うべくホウエン地方に向かい、ゲンシグラードンとゲンシカイオーガに敗れたレッド・ブルーを救出する。メガシンカの継承者にもなっており、戦闘中でなければ起こらないはずのメガシンカが巨大隕石に対しても発動したことから隕石自体がポケモンなのではないかという推論を立て、一時休戦する形で隕石の破壊に協力。グランメテオΔが自分がかつて廃棄したデオキシス「個体・壱」によるものであり、デオキシスが自身を恨んで宇宙空間から攻撃をしかけていることにも薄々感づいていた。
2011年に行われた公式サイトの第1回人気投票では14位。図鑑所有者を除けば1位である。
レッドとのジム戦で登場したポケモンについては、ジムリーダーの「サカキ」の項を参照。
その他の手持ちポケモン
ボスゴドラ♂
特性：いしあたま 性格：やんちゃ
技："かわらわり"
クロバット♂
特性：せいしんりょく 性格：ずぶとい

### 中隊長
第1章、第2章、第3章、第5章、第9章に登場した、自称「ロケット団エリート」。全員本作オリジナルキャラクター。元々はマチスら三幹部が率いるそれぞれの中隊でしたっぱの指揮を執る前線指揮官的な存在だった。三幹部がジムリーダーでもあるため、それぞれの中隊長は、その幹部と同タイプのポケモンを使う。首の白いスカーフがトレードマーク。名前は第3章にて判明し、第1章連載当時の学年誌編集部の担当編集者から取られている。
初期はそれなりに強敵として描かれ、伝説のポケモンの捕獲を任されるなどの重役も務めていたが、章が進むごとにやられ役に成り下がり、第3章では「仮面の男」の配下、第5章に至ってはモブ程度の出番しかなくなってしまう。サキの回想シーンではデオキシスの輸送を担当したが、輸送中にその内の1体である「個体・弐」を逃がす失態を犯した。
第9章ではサカキの命令によりウバメの森でセレビィと祠の警備を任され、最終的にサカキが完治した際は「ようやく任務が成功した」と喜んだ。
ケン
黒髪の男。タマムシシティを襲った。ロケット団の邪魔をする者は少女であっても容赦しない。
ミュウの捕獲、並びにミュウツーの開発を担当しており、ミュウを捕まえるために必要なディスクをブルーに盗まれ、苦戦しつつもディスクを奪還。ケンタロスにブルーを攻撃させようとするがレッドに妨害される。その後研究所に戻るがディスクが偽物だと分かり怒りのままにまたブルーたちを探し、今度はブルーのメタちゃんが変身したミュウに引きつけられ、メタちゃんに怪我を負わせる。最後はミュウを捕獲するためレッドたちを襲撃するが、ミュウに返り討ちにされた。
第2章では他の中隊長と共にイエローの乗っていた船に登場し、マチス中隊の中隊長であることが判明した。
手持ちポケモン
ケンタロス♂
野生の時はサファリゾーンの群れのリーダーであり、尻尾を鳴らす音で複数のポケモンを操れる。
ルージュラ♀
技："サイコウェーブ"
タマムシシティで登場したロケット団員と共にレッド・ブルー・ミュウを襲撃する。
ビリリダマ

マルマイン

エレキッド♀
特性：せいでんき
オクタン
特性：スナイパー
技："オクタンほう"・"れいとうビーム"
マネネ♂
技："まねっこ"

ハリー
後ろで縛った長い髪と長いスカーフが特徴の男。フリーザーの捕獲を担当しており、ふたご島に出向いた。
レッドと出会い対決し、レッドのギャラの暴走もあって苦しめる。しかしギャラを守ろうと決意したレッドのポケモンにベトベトンが攻撃され、さらに現れたフリーザーに邪魔をされ最終的に逃げられる。
第2章でキョウ中隊の中隊長であることが判明した。
第3章ではスイクンを追う中でミナキと戦うが、ポケモン奇術に敗れ、水晶壁の対策に持っていた「とうめいなスズ」を奪われる。
手持ちポケモン
ベトベトン
暴走したギャラにまとわりつくも、レッドのポケモンに攻撃され、フリーザーに氷づけにされる。
アーボ

マタドガス
特性：ふゆう
イトマル
特性：むしのしらせ
技："いとをはく"・"クモのす"
スコルピ
技："つぼをつく"

リョウ
金髪でもみ上げの下部分が跳ねている男。裏切り者のカツラを制裁するためグレン島に出向いた。カツラに容赦なく制裁を加えたり、レッドを人質にするなど、冷酷な性格。
カツラのポケモンを見つけた際に、傍にいた人影をカツラだと思って近づきそれがレッドだったため始末しようとしたが、カツラが登場。レッドを人質に取るもレッドのギャラの暴走によって失敗する。ロケット団がセキエイ高原で捕獲したファイヤーを使用して空中戦でカツラとギャラを圧倒するが、プテラを復元したレッドが戻り状況が逆転し撤退した。
シルフカンパニーにも登場し、ハリーと共に見張りをしていたが、ナツメに変装したブルーに騙されて共々に下の階へ行ってしまった。
第2章でナツメ中隊の中隊長であることが判明した。
シンオウ四天王のリョウと同姓同名だが、関係性はない。
手持ちポケモン
ゲンガー
特性：ふゆう
技："ナイトヘッド"
ヤドン
技："ねんりき"
スリーパー
技："すりかえ"・"ヨガのポーズ"
第2章では"ヨガのポーズ"で中隊長3人を浮遊させた。
キリンリキ
技："サイコウェーブ"

### 三幹部
幹部というよりは、三獣士と同じサカキ直属の親衛隊的な存在。それぞれが中隊を率いる。第1章においてマチス・キョウ・ナツメの3人がこの地位にいた。
ロケット団解散後、キョウはジョウト地方で四天王、ナツメはイッシュ地方で女優となり、それぞれ別の道を歩み出している。
原作では三人は一般ジムリーダーでロケット団とは無関係だが、本作ではロケット団幹部という設定になっている。
マチス
元ロケット団三幹部の一員。クチバジムリーダー。

ナツメ
元ロケット団三幹部の紅一点。ヤマブキジムリーダー。

キョウ
元ロケット団三幹部の一員。セキチクジムリーダーでもあった。

### 仮面の男の一味
第3章に登場する悪役。瓦解したロケット団の残党をまとめ上げ、主にジョウト地方で暗躍した。
仮面の男（マスク・オブ・アイス）
サカキの失踪により分裂したロケット団を再結成し、そのボスとして君臨した、第3章における事件の黒幕。その正体はチョウジジムリーダー・ヤナギであり、氷で作った巨大な人形と車椅子を合体させて体とし、白い仮面と黒マントで正体を隠している。
ポケモントレーナーとしての実力は、伝説のポケモンすら圧倒するほど。それに加え、氷の体を自在に操り肉弾戦も行う。ヤナギ曰く、空気中の水分を利用し氷の凝固と融解を繰り返すことで動かしており、ヤナギ本人やポケモンが居なくても、またヤナギの意志がなくても動く。さらに氷人形をモールス信号による遠隔操作で操り、それを通してポケモンに指示を出すことも可能。その際、本人は杖に内蔵された特注品のポケギアで監視する。
自身の野望を叶えるため、捕獲したホウオウが選んだトレーナーとしての能力の高い子供たちを誘拐し、「マスクド・チルドレン」として訓練を施していた。ブルーとシルバーもその一員である。
原作ではヤナギは一般ジムリーダーだが、本作では黒幕という設定になっている。
手持ちポケモン
セレビィの捕獲要員を兼ねるため、その弱点のポケモンを用いる。ヤナギが育てたこおりポケモンの作る氷は勝手に水分凝固を繰り返し、伝説のポケモン・エンテイの炎か、それと同じ特別な性質を持つ火でなければ溶かすことができない。
デリバード
技："ずつき"・"そらをとぶ"・"ふぶき"・"プレゼント"
主力。怒りの湖では湖面を凍らせ、その場にいたギャラドス全てを撃退する、相性不利なホウオウを単体で捕獲する実力を見せる。
ゴース
特性：ふゆう
技："シャドーボール"・"のろい"
アリアドス
技："いとをはく"・"クモのす"
デルビル
技："アイアンテール"・"かえんほうしゃ"・"かみつく"・"ほえる"
"ほえる"で野生のデルビルを呼び集め、集団で"ほえる"ことによって相手の自由を奪う。

イツキ、カリン
自らの能力を発揮するために志願してマスクド・チルドレンになったトレーナー。詳しくは四天王の項目を参照。

シャム
マスクド・チルドレンの一員にして新生ロケット団の幹部。仮面の男に対して絶対的な忠誠心を抱いている。
第3章での年齢は23歳。ジムリーダー対抗戦の会場でゴールド・クリスタルと「本気」で戦うが敗れ、意味深な発言を残す。
モデルは『金・銀・クリスタル』におけるロケット団の幹部（女）。なお、初登場時と再登場時では性格が大幅に変わっている。
手持ちポケモン
ヤドキング
技："いびき"
ニャース→ペルシアン
技："ひっかく"・"ほえる"
3匹登場。仮面の男のデルビルと同じく、"ほえる"で敵の動きを封じる。幼少期にニャースを1匹は連れていた。

カーツ
シャムのパートナー。やはり仮面の男に忠誠を誓っており、その下で新生ロケット団の幹部となる。
第3章での年齢は26歳で、チルドレンの中では最年長。エンジュシティを襲うが、ゴールドとシルバーに阻止される。その後ジムリーダー対抗戦の会場でゴールド・クリスタルと「本気」で戦うが敗れる。
モデルは『金・銀・クリスタル』におけるロケット団の幹部（男）。
手持ちポケモン
マグカルゴ
技："ねごと"
デルビル→ヘルガー
技："ひのこ"・"ほえる"
3匹登場。仮面の男のデルビルと同じく、"ほえる"で敵の動きを封じる。幼少期にデルビルを1匹は連れていた。
イノムー
特性：どんかん
技："いわくだき"・"とっしん"
エンジュシティを壊滅させるほどの地震を引き起こした。

中隊長
ロケット団の項目を参照。

ロケット団残党
使用ポケモン
カラカラ

スリープ

キュウコン

レディアン

### 三獣士
第5章に登場。マチスら三幹部に代わるサカキの新たな親衛隊。部下からは「大隊長」と呼ばれており、ジムリーダーや四天王に匹敵する実力者ばかり。
サキ
三獣士の紅一点で、リーダー格。正体はデオキシスを狙って潜入したギンガ団員・Saque。
モデルは「ポケモンカードゲーム拡張パック ロケット団の逆襲」収録のサポートカード『ロケット団の幹部』に描かれている女性。
チャクラ
三獣士の一員で、小柄な騒々しい少年。語尾に「〜じゃん」「〜ですから」をつけて喋る。主にはがねタイプを使用する。
ロケット団でも随一のプログラミングテクニックを持つ。捕まえたポケモンに暴力を振るい、自分のフォレトスを捨て駒のように扱うなど、非情な性格。サカキから、ロケット団次期首領は三獣士の中から選出すると言われており、それを期待していた。しかしサカキの真の目的が息子であるシルバー（=次期首領）の捜索だと知り、約束を反故にされたことに怒り反旗を翻した末、サキ・オウカを倒して逃亡。
第9章で再登場。3年間かけてロケット団を再興させ自ら首領の座に就こうとしたが、「サカキの意志を継ぐ者が指揮を執るのがロケット団」として4将軍によって阻止される。その後は牢に閉じ込められていたが、ラムダが変装で提示したシルバーの顔を見てサカキの息子だと教えた。
初登場時に乗っていたマシンは、「ポケモンカードゲーム拡張パック ロケット団の逆襲」収録の『逆転!マジックハンド』に描かれているマシンと同じデザイン。
手持ちポケモン
ハガネール
技："アイアンテール"・"りゅうのいぶき"
フォレトス♂♀
特性：がんじょう
技："だいばくはつ"
複数使用。時限爆弾として荒い扱いを受けていた。
エアームド

一時手持ち
キングラー、ゴルバット、ニューラ
レッドとグリーンの奇襲にいてだきの洞窟で捕まえたが、カンナのパルシェンに倒され、捨てられる。

オウカ
三獣士の一員で、語尾に「〜だな」を付けて話す大男。屈強な体格に反してのんびり屋の上、可愛らしい見た目のポケモンを好み、集団で耐久力や変化に富んだ技を活かして追い詰める持久戦が得意。
家族というものに思い入れがあるようで「全ての生き物は家族」と広言するが、その言葉とは裏腹に罪もない一般市民を痛めつけていた。
チャクラに飛行艇を乗っ取られて振り落とされ、その後の生死や行方は不明。
なお、チャクラとオウカは容姿のモデルのいない本作オリジナルキャラクターである。
手持ちポケモン
ハネッコ
複数匹でゴンドラのような乗り物を宙に浮かべ、オウカを運ぶ。
ツボツボ♂
特性：がんじょう
技："がまん"・"どくどく"・"まきつく"
野生のツボツボに指示を出す。
ワタッコ
風に乗って世界を一周し、相手に「どく」「まひ」「ねむり」の効果を与える綿毛を身につけた。

### 4将軍
第9章に登場。サカキに次ぐ権限を持つ最高幹部で、その地位に見合う実力者。チャクラが再興させかけていたロケット団の指揮権を奪い、アルセウスを入手してサカキを迎え入れるべく行動を開始する。
事件終結後は、全員がロケット団の再興を宣言したサカキについていった。
アポロ
4将軍の実質的なリーダー格であり、指揮官としての能力も高い男。
性格は非常に厳格であり、たとえ同じ4将軍であったとしても、失敗は絶対に許さないため、他の4将軍からは一目置かれると同時に内心では恐れられている。担当する役割はアルセウスそのものを見つけ出すこと。
サカキに対しては狂信的な忠誠を抱いており、「サカキ様あってこそのロケット団」と考えている。アルセウスにディアルガ・パルキア・ギラティナの3匹も加えた最強の軍団を作り上げた際には号泣しながら狂喜乱舞したが、そのサカキが自分の意に反する行動に出たショックから見限り、アルセウスを捕獲しようとした結果軽くあしらわれてしまう。
手持ちポケモン
ヘルガー
ラムダの回想で使用。プレートを奪われる重大なミスをしでかしたラムダへの懲罰を行う。
クロバット

アテナ
4将軍の紅一点。常に扇子を持っている、貴婦人のような口調の中年女。ゲーム版と比べて、若干ふくよかな体型をしている。
4将軍屈指の武闘派であり、邪魔者をあらゆる手段で排除する。高飛車な性格で狡猾な作戦を好み、図鑑所有者を泳がせて最終的にアルセウスを横取りする作戦も、高笑いしながら歓迎している。
サカキに対する忠誠心は強く、アルセウスによってディアルガ・パルキア・ギラティナが誕生した際には、歓喜の涙をハンカチで拭いていたが、アポロの行き過ぎた信奉心までは受け入れられなかった模様。
手持ちポケモン
アーボック♀
技："どくばり"・"へびにらみ"
海中や地中を通りシルバーとクリスタルを追った。苦手なじめんタイプの技にもビクともしない耐久力を持つ。
クサイハナ♀
通常個体と違い目を開いている。苦手なほのおタイプの技を耐える打たれ強さを持つ。
ヤミカラス
技："そらをとぶ"
ラフレシア♂

ランス
4将軍の一員で、帽子を被った優男。常に敬語で話し、表情を変えることはほとんどないが、最高幹部だけあってロケット団やサカキへの忠誠心は強く、目的のためには手段を選ばない。
アルセウスに関する情報を入手すべく、合理的な調査と分析でシント遺跡の所在地を探っている。自身に与えられた役割を確実にこなすため、他の団員の任務やその成果にはあまり関心を示さない。
手持ちポケモン
ズバット♂

ラムダ
4将軍の一員で、紫色の顎髭を持つ中年男。変装を得意とし、ベルトに付けたメイク道具で数秒のうちにどんな顔にも変化できる。4将軍の中では最も立場が低いようで、他の3人とは違いサカキへの忠誠心は薄い。
プレートを探す役割を担う。まず手持ちのドガースをうずまき島に送り込み、「こぶしのプレート」を奪おうとするがシルバーの妨害で失敗。その後、プレートを取り返すためサファリゾーンでシルバーとミナキを襲撃するが、逆に自分が持っていた「もうどくプレート」と「だいちのプレート」を奪われ、勝ち目がないと見て逃走。帰還後、プレートを3枚も奪われたことを知ったアポロに容赦のない折檻を受けるも、敢えて泳がせてプレートを集めさせると言いくるめてその場は許しを得る。
その後、牢獄に捕らえていたチャクラから、偶然にもシルバーがサカキの息子だという情報を入手。それを利用してサカキの帰還後にアポロたちを失脚させ自らがNo.2の地位を得ようと目論んだが、シント遺跡でサカキ直々に叩きのめされ、失敗に終わる。アルセウスが去った後もツクシに変装して逃亡しようとしたが、失敗した。
手持ちポケモン
ドガース♂
特性：ふゆう
複数登場。ガスを利用した戦法を得意とする。ラムダの指示を受けずに行動することも可能。
ラッタ
技："ひっさつまえば"
ドガースのガスの中に隠れて奇襲を仕掛ける。
ゴルバット
技："エアカッター"・"したでなめる"
飛行要員。

### その他
したっぱ
第1章に登場。三幹部と中隊長を中心とするロケット団に所属する。
使用ポケモン
カイリキー

サワムラー

イシツブテ

ゴローン

サイホーン

カツラ
グレンジムリーダー。第1章にてロケット団に研究員として在籍していた。カスミのギャラドスやレッドのブイを実験材料にしたり、ミュウツーを作り出したが、ポケモンを守ろうとするレッドの行動を見て考えを改め、ロケット団から抜ける。
ジムリーダーとしてのカツラについては、ジムリーダーの「カツラ」の項を参照。

r（アール）
第5章に登場するコンピュータ。7の島のトレーナータワーにある。
意思を持ち、言葉で人間と意思疎通が可能だが、プログラミングをチャクラが担当したせいで言動が下品。究極技など一部の例外を除くほとんどのポケモンの攻撃を無効化するシールドを完備している。

女性部隊
第9章で4将軍体制に移行したロケット団に所属する、女だけで構成された部隊。両耳にピアスをつけている4人の団員は隊長格にあたり、中隊長であるケン・ハリー・リョウへの態度からも、彼らと同格か、あるいはそれ以上の地位にいる。
4将軍の指示を無視して勝手な行動をする中隊長を裏切り者と疑って詰め寄り、そこにセレビィまで現れたことで、彼らがセレビィを使って謀反を起こそうとしていると判断し揉み合いになる。しかしその後、セレビィの調合した薬によって回復したサカキがロケット団再興を宣言したため、4将軍や中隊長と共にサカキに従い去っていった。
使用ポケモン
オタチ

オオタチ

## 四天王
第2章に登場する悪役。カントー地方で選ばれたトレーナーとポケモンのみの理想郷を作ることを目的とし、そのために、ポケモンに害をなす人類を滅ぼそうとしている。

## マグマ団
第4章に登場する悪の組織。特定のアジトは持たず、頭領と三頭火と呼ばれる幹部以外はっきりとした階級も存在しないなど、アクア団に比べて奔放な面が目立つが逆に実体が掴みにくいという一面を持つ。
マグマ団員の装束の頭についている角はライターになっていて、記憶の炎を発して情報を得られ、それをあぶりだしで紙に現せる。
第13章では新生マグマ団が登場し、ヒガナの下で新生アクア団と協力体制を敷くサファイアを迎え撃ったが、駆けつけたフロンティアブレーンたちに敗北。その後は方針変換によって迎撃部隊に協力する。

### 頭領
マツブサ
マグマ団の頭領（リーダー）。グラードンを操って陸地を増やそうと画策する。自由奔放かつ豪胆な性格で、部下に細かい指示を出さず、成り行きに任せて思うがまま暴れさせているが、トレーナーとしての腕前は高い。
第4章では潜水艇の特別起動部品を手に入れたアオギリに一時共闘を持ちかけ、海底洞窟に到達。さらにホカゲが手に入れた宝珠でグラードンを制御しようとするも宝珠の力に呑まれ、正気を失ってしまう。ルビーたちによってグラードンが再び眠りにつくと、邪魔者を全て排除した上で再度グラードンとカイオーガを衝突させるためアオギリと結託し襲い掛かるもルビーとサファイアに敗北、ミクリのエアカーを奪い逃走。しかし、プラスルとマイナンが放った電撃で動きを止められ、セレビィにより宝珠を奪われた。
第6章ではその後サキによって助け出され、「瞬の剣」と「永の鎧」を手に入れるためにアオギリと対決し敗北したことが明かされる。その後の生死は不明だったが、敗北直後に「やぶれた世界」へ飛ばされ肉体を失った状態で存在しており、第6章の事件後遅れて「やぶれた世界」に来たアオギリと融合していたことが第13章で判明した。
ディアルガ・パルキアによって追い返されたギラティナがやぶれた世界へと帰ってきた時に何者かの声を聞き、その声に導かれるようにシント遺跡に帰還、第13章にて再登場を果たす。ゲーム版『オメガルビー・アルファサファイア』に準拠した姿になり、キーストーンをはめたメガメガネをかけている。やぶれた世界の影響でアオギリと精神が混ざり合い、性格が入れ替わっていた。赤と青の二つの宝珠が2匹を操るだけでなく、2匹の体内に取り込むことで原始回帰を起こすと説明。星の壊滅を回避すべく、ゲンシグラードンに"だんがいのつるぎ"を習得させるため流星の滝で修行を積む。習得後はアオギリと共に小隕石の一つを迎撃するが肉体を維持できる限界を迎えてしまい、ホカゲにそれまで自分の身に起きたことを話すと星の未来を託して消滅した。
手持ちポケモン
バクーダ♂←→メガバクーダ♂ Lv.68
特性：マグマのよろい←→ちからずく 性格：れいせい 個性：かんがえごとがおおい
技："オーバーヒート"・"ふんか"
通常特性の「マグマのよろい」によって「こおり」状態にならない。アオギリのトドゼルガの牙と発せられる冷気を耐えながら"ふんか"を浴びせた。第13章ではメガシンカし、メガシンカしたブルーのカメちゃんと戦うが敗れた。マツブサの消滅間際にホカゲに託された。
オオスバメ
特性：こんじょう
飛行要員。
ヘルガー
複数登場。ミクリのスーパーボールを破壊し、ポケモンを出せなくさせた。

### 三頭火
カガリ
マグマ団幹部「三頭火」の紅一点。よくフーセンガムを膨らませている。マグマ団の目的そのものには興味が無く、マグマ団に入ったのはただ暴れたいという理由からだった。
ポケモンバトルでは小細工を使わず、主にキュウコンの火力でひたすら焼き尽くす戦法を好む。きのみに詳しく、その特性を生かした戦法も得意であり、手袋にはきのみの汁などの液体を噴射する機能が付いている。
かつてポケモンコンテストに出場していた過去を持ち、グリーンの姉のナナミと共にコンテストに出ている描写がある。
カナシダトンネルの戦いではルビーに敗れた上に、キュウコンの"ほのおのうず"によって、逆に自身の制服を燃やしてしまう。以降ルビーに興味を持ち、ルビーとその父センリのことを調べ上げた（この時にトクサネ宇宙センターを襲撃したことが、第5章の事件の発端となる）。
ツツジとの戦いでは民宿の客を人質にとり、勝利する。2匹の超古代ポケモンが目覚め、ホウエン地方が壊滅に追い込まれていく現状を見て、自分たちもアクア団もやり過ぎたと感じ、最終決戦ではルビーと共にグラードン・カイオーガの静止に挑む。
第4章での最終決戦では、目覚めの祠が崩れる際、ルビーを庇い、記憶のライターをガムの風船に乗せルビーに届けて一度命を落としたが、ルビーが連れていたセレビィの力で蘇生。事件収束後は再びコンテストに出場する決意をし、去っていった。なお、記憶のライターはルビーが持ち続けている。
モデルはゲーム版『ポケットモンスター ルビー・サファイア』でのカガリ。
読者からの人気は高く、第1回公式人気投票では11位にランクインした。
手持ちポケモン
ロコン♀→キュウコン♀
特性：もらいび
技："かえんほうしゃ"・"しっぽをふる"・"はかいこうせん"・"ほのおのうず"
コンテスト時代からの手持ち。進化後は目つきが悪くなっている。戦闘力が高く、9本の尻尾から同時に9発の火球を放つ。
オオスバメ
特性：こんじょう
飛行要員。
きのみの汁の使用
マトマのみ
非常に辛い汁。すてられ船でサファイアの目を潰した。
ザロクのみ＋ネコブのみ
粘性の高い天然の接着剤。カナシダトンネルでルビーを拉致した。
タポルのみ＋ロメのみ
ウツドンの体液も混ぜた特殊な溶解液。民宿の襖を溶かし、客に向けてツツジを脅迫した。
サンのみ＋スターのみ
フーセンガムの強度と浮力を上げる特殊液。

ホムラ
三頭火の一員で、ワカメにも見える癖毛の長髪と割れた顎が特徴的な筋肉質の男。炎のパワーを生かした豪快な戦法を好むが、一方でコータスの煙で相手を状態異常にさせるなど、テクニカルな手段も用いる。悪の組織に属しているが、人情味も持ち合わせている。
カガリと共にすてられ船へ探知機を探しに来たのが初登場。えんとつ山の事件では、アスナと協力して休火山と化したえんとつ山の火口に炎を撃ち込み、一時的ながら火山活動を復活させた。ミクリとの交戦中に藍色の宝珠に触れた影響で一時的に我を失い暴れまわるが、後からやって来たダイゴに倒されて正気に戻る。
ホウエンの大事件が解決した後は、フエン温泉に足を運ぶ姿が見られる。
ゲーム『ポケットモンスター ルビー・サファイア』でのホムラをモデルにしたキャラクターであるものの、容姿はゲーム版とは大きく異なる。
手持ちポケモン
コータス♂
特性：しろいけむり
技："あくび"・"ねっぷう"
特殊な煙を出し、相手を眠らせる。
オオスバメ
特性：こんじょう
飛行要員。

ホカゲ
三頭火の一員で、片目の隠れた髪型が特徴の男。カガリとは付き合いが長いらしい。潜水艇を操縦したり探知機の調整を自力で手がけるなど、高い技術力を有する。普段は口にしないものの、リーダーのマツブサへの執着心は強い。
おくりび山でトクサネジムリーダーのフウとランを抑え、紅色の宝珠と藍色の宝珠を奪った。ミナモシティでのトウキとの戦いでは得意の幻覚攻撃で苦しめるも、トウキの猛攻によって引き分けになる。事件後は姿を消す。
組織崩壊後の行方は三頭火の中で唯一不明だったが、第13章で再登場。ロケット団が宝珠の欠片を拾うところを目撃し、4年間一般人（服装はキャンプファイヤー）の中に身を潜め、探知機で宝珠の行方を確認していた。宝珠の欠片を手に入れるために侵入したアクア団のアジトで同じ境遇のシズクと手を組む。マツブサが消滅した後、その志を継ぐことを決意し、マツブサのメガメガネを着用する。
ゲームには登場しない、本作オリジナルキャラクターである。
手持ちポケモン
マグマッグ♂
特性：ほのおのからだ 性格：れいせい
2匹登場。身体から発せられる炎熱で幻覚を見せる精神攻撃が可能で、一度受けると脱出が困難になる。『ホカゲ』のコードネームはこの戦法が「火の影」を意味することから付けられた。
オオスバメ
特性：こんじょう
飛行要員。
アーマルド
特性：カブトアーマー
海に沈んだホムラとシズクを救う。
バクーダ♂←→メガバクーダ♂
メガメガネと共にマツブサから受け継いだ。

### 新生マグマ団
ホムラ（第13章）
『ホムラ』のコードネームを襲名した、新生マグマ団の幹部。細目で肥満体の男。
イズミと同様、デボンコーポレーションで研究員として働いていた過去を持ち、現在のデボンの方針には不満を抱いている。サファイアのことを「チャイルド」と呼ぶ。
モデルはゲーム版『ポケットモンスター オメガルビー・アルファサファイア』のホムラ。
カガリ（第13章）
『カガリ』のコードネームを襲名した、新生マグマ団の幹部。小柄な少女で、一人称は「ボク」。口数が少なく無表情で淡々とした性格。
モデルはゲーム版『ポケットモンスター オメガルビー・アルファサファイア』のカガリ。
手持ちポケモン
ドンメル

### その他
したっぱ
フードを被った男女。大半はマツブサと共に海底洞窟に向かったが、大事件後の消息は不明。
手持ちポケモン
サンドパン

マグカルゴ

ドンメル

カゲボウズ

タツベイ

## アクア団
第4章に登場する悪の組織。表向きはホウエン地方で自然保護団体を装っている。マグマ団とは対照的に明確な縦割り構造組織になっており、総帥を筆頭に、SSS（Subleaders of Sea Schemeの頭文字。「海の組織の統率者たち」の意味。スリーエスと呼称）と呼ばれる幹部が存在する。
自分たちの悪事が露見した場合、容赦なくその目撃者を抹殺しようとする。また、ミナモシティ沖に大規模なアジトを有する。メンバー全員が、階級に関係なく敬語で喋り、互いに敬称をつけて名前を呼ぶ。
第13章では新生アクア団が登場し、ヒガナの下で新生マグマ団と協力体制を敷きサファイアを迎え撃ったが、駆けつけたフロンティアブレーンたちに敗北、その後は方針変換によって迎撃部隊に協力する。

### 総帥
アオギリ
アクア団の総帥（リーダー）。カイオーガを操って海を増やそうと目論む。部下に細かく指示を出し、ホウエン地方のテレビ局の局長に就任して報道統制を行うなど計算高い性格で、厳つい顔に似合わず上品な敬語で話す。その反面、目的のためには手段を選ばず、役立たずや用済みになった者は平然と切り捨てる冷血漢。
潜水艇を手に入れたマツブサから一時共闘を持ちかけられ、海底洞窟に到達。さらにシズクがマグマ団から奪った宝珠でカイオーガを制御しようとするも宝珠の力に呑まれ、正気を失ってしまう。ルビーらによってカイオーガが再び眠りにつくとマツブサと結託し、挑んできたミクリに対してはナギを人質に取り執拗に痛めつけた。劣勢になり逃走を図るもマツブサ同様エアカーに閉じ込められ、セレビィに宝珠を奪われる。
第6章で甲冑の男ことガイル・ハイダウトとして復活。エメラルドを加えた十人の図鑑所有者に敗れ消滅するが、ディアルガ・パルキアによって追い返されたギラティナがやぶれた世界へと帰ってきた時に何者かの声を聞き、その声に導かれるようにシント遺跡に帰還、第13章にて再登場を果たす。ゲーム版『オメガルビー・アルファサファイア』に準拠した姿になり、キーストーンをはめたメガイカリを首から下げる。やぶれた世界の影響でマツブサと精神が混ざり合い、性格が入れ替わっていた。赤と青の二つの宝珠が2匹を操るだけでなく、2匹の体内に取り込むことで原始回帰を起こすと説明。星の壊滅を回避すべく、ゲンシカイオーガに"こんげんのはどう"を習得させるため流星の滝で修行を積む。習得後はマツブサと共に小隕石の一つを迎撃するが肉体を維持できる限界を迎えてしまい、シズクに星の未来を託して消滅した。
手持ちポケモン
トドゼルガ♂ Lv.69
特性：あついしぼう 性格：さみしがり 個性：とてもきちょうめん
技："ぜったいれいど"
マツブサのバクーダの"ふんか"のダメージを特性「あついしぼう」によって防いだ。実は複数存在している。
ドククラゲ
触手で拘束した人質を締め付け、振り回して岩や地面にぶつけるなど、アオギリに似て冷酷非道。計画を阻止しようとしたルビー・カガリ・ミクリ・ナギを苦しめた。
サメハダー♂←→メガサメハダー♂ Lv.68
特性：さめはだ←→がんじょうあご 性格：がんばりや 個性：にげるのがはやい
第13章で登場しメガシンカする。メガシンカしたレッドのフッシーと戦うが敗れた。アオギリの消滅間際にシズクに託された。

### SSS
イズミ
アクア団幹部「SSS」の紅一点。バトル中に「みずのいし」を使い進化させるなど、石やポケモンの進化に詳しい。ルンパッパの"しぜんのちから"によって多様な攻撃を可能とする。
アオギリ同様、丁寧な口調ながらも海を増やすためなら多少の犠牲は当然と考えている冷酷な性格で、ホウエン地方の異常気象に関しても無関心である。
アスナとのバトル中にルンパッパが"しぜんのちから"を使えなくなり、ウシオを「自分のことは自分で何とかしてください」と見捨てて逃亡し、姿を消す。SSSでは唯一、アオギリに見捨てられていない。
モデルはゲーム版『ポケットモンスター ルビー・サファイア』でのイズミ。
手持ちポケモン
ハスブレロ♀→ルンパッパ♀
技："しぜんのちから"
ハスブレロの時は背中にアクア団のマークを付けていた。ツワブキ社長に怪我を負わせた。
ビブラーバ
特性：ふゆう
飛行要員。
一時手持ち
ツチニン
シズクに渡した。

ウシオ
SSSの一員で、大柄な体格の男。水道局員を装ってデボンコーポレーションの社長から潜水艇「かいえん1号」の特別起動部品を奪った。実力は確かにあるのだが、戦闘において慢心する悪い癖がある。
えんとつ山のロープウェイでアスナを人質に取りサファイアを追い詰めるも、敗北してアオギリから見捨てられる。さらにナギにも敗北した結果、同僚のイズミにまで見捨てられた。その後の生死や消息は不明。
モデルはゲーム版『ポケットモンスター ルビー・サファイア』でのウシオ。
手持ちポケモン
サメハダー
特性：さめはだ
技："かみくだく"・"ちょうはつ"
額の十字模様の部分にアクア団のマークがある。
マリルリ♂
技："ハイドロポンプ"
通常個体とは違い、とても凶悪な顔と性格をしている。ゴンドラの中で大量の水を吐き、ウシオに酸素入りの泡を被せた。
ビブラーバ
特性：ふゆう
飛行要員。

シズク
SSSの一員で、スキンヘッドが特徴の男。
アオギリに忠誠を誓っていたが、海底洞窟での戦闘でアオギリにあっさりと見捨てられる（ホムラと共闘して死を免れた）。そのような仕打ちを受けても、思い違いだと自分に言い聞かせてアオギリへの忠誠を守ろうとしたが、後に「かいえん1号」の航行記録（=アクア団のアジトの場所）をジムリーダーたちに与え姿を消す。
テッセンとの戦いではその時点で唯一の手持ちだったペリッパーが倒されるも、イズミに渡されたツチニン（テッカニン）とヌケニンの戦法で勝利する。
第4章以降消息を絶っていたが、第13章で再登場。組織崩壊後は堅気に戻っていた（服装はつりびと）が、アクア団のアジトを訪れた際、同じ境遇のホカゲから「アオギリが宝珠の欠片を持ってホウエン地方に来ている可能性がある」と聞き、手を組む。ホカゲと共にサカキに助けられ、アオギリの復活の真相を知る。アオギリが消滅した後、その志を継ぐことを決意し、アオギリのメガイカリを身に着ける。
ゲームには登場しない、本作オリジナルキャラクターである。
手持ちポケモン
ペリッパー
特性：するどいめ
技："たくわえる"・"のみこむ"・"ハイドロポンプ"・"はきだす"
飛行要員。
ツチニン→テッカニン
特性：ふくがん→かそく
テッセンとの戦いの際にイズミから渡される。進化によって恐るべきスピードで攻撃をことごとく回避し、特性「かそく」で攻撃する度にスピードが増加していく難敵。
ヌケニン
特性：ふしぎなまもり
ツチニンがテッカニンへ進化した直後、海底洞窟にペリッパー以外の手持ちを置いてきて手持ちに空きがあったため加わる。
サクラビス♂
特性：すいすい
技："ハイドロポンプ"
第13章での新しい手持ち。水たまりに水滴を落とし、その波紋の広がりから生じるうねりを利用して通常の"ハイドロポンプ"に匹敵する威力に高めると同時に射出する「恐怖の一滴（ひとしずく）」という攻撃が可能。この技は攻撃地点とタイミングの特定が困難で、水辺であれば距離も関係なく届く。また、『シズク』のコードネームはこの戦法から付けられたと判明。
サメハダー♂←→メガサメハダー♂
メガイカリと共にアオギリから受け継いだ。
離脱
キバニア
特性：さめはだ
技："いちゃもん"・"ひみつのちから"
アゴの下の十字模様にアクア団のマークがある。"ひみつのちから"で草地や岩場に空間を作り出す。この空間は視認困難であり、待ち伏せや敵の誘い込みに利用された。海底洞窟に置き去りにされた。
バルビート♂
技："シグナルビーム"・"トリック"・"ほたるび"
3匹登場。全て海底洞窟に置き去りにされた。

### 新生アクア団
イズミ（第13章）
『イズミ』のコードネームを襲名した、新生アクア団の幹部。褐色肌で姉御肌の女。
ホムラと同様、デボンコーポレーションで研究員として働いていた過去を持ち、現在のデボンの方針には不満を抱いている。
モデルはゲーム版『ポケットモンスター オメガルビー・アルファサファイア』のイズミ。
ウシオ（第13章）
『ウシオ』のコードネームを襲名した、新生アクア団の幹部。豪快な大男で、片言の言葉で話す。
モデルはゲーム版『ポケットモンスター オメガルビー・アルファサファイア』のウシオ。
手持ちポケモン
キバニア

### その他
したっぱ
バンダナが特徴の男女。大半はアオギリと共に海底洞窟に向かったが、大事件後の消息は不明。
手持ちポケモン
ハスボー

ヘイガニ

ヨマワル

## 甲冑の男
ガイル・ハイダウト
第6章に登場する悪役。常に「永の甲冑」という鎧を身に纏っており、戦闘ではこの甲冑とポケモンの攻撃を反射する「瞬の剣」（ダツラ曰く、"リフレクター"と"ひかりのかべ"両方の特徴を持った、特殊なバリアアイテム）を使って自ら戦う。ジラーチを捕らえ、人の願いを叶えるジラーチの力を利用してカイオーガよりも強大な「海の魔物」（姿形はカイオーガそのもの）を出現させ、世界を海の底に沈めることを目的として行動していた。
その正体は、元アクア団リーダーのアオギリ（意図的に正体を隠していることが示唆されている）。アクア団総帥時代と比べて、口調がかなり変わっている。
第4章の最終決戦後、マツブサと共にその「悪の素質」を惜しんだSaqueに助けられたが、宝珠を取り込んだ影響で肉体は崩壊直前であった。そのため、内部の時の流れが外界と比べはるかに遅い（ゆえに肉体の崩壊までのわずかな時間を引き延ばせる）永の甲冑を求めてマツブサと対決、勝利しそれを装着することで肉体の崩壊を防いでいる。
ジラーチを捕まえるために一部のポケモンを凶暴化させたり、バトルファクトリーのポケモンを奪うなど裏で暗躍していた。その存在に気づきかけたダツラを情報を入手するついでに襲い、ジラーチを追ってアトリエの洞窟に向かう。そこでエメラルドやフロンティアブレーンと相対し圧倒するも、気を取られた隙にジラーチには逃げられてしまった。バトルドーム終了直後に会場に現れ、ジラーチを捕まえて願いを叶えるためにバトルタワーに向かうも、第三の目について知らなかったため失敗する。そして洗脳したリラをエメラルドと戦わせ、ルビーとサファイアに自身の正体を明かした。その後駆けつけたダツラから情報を奪い取り、ジラーチに「すべてを飲み込む海の魔物を生み出す」願いを叶わせる。さらにそのまま全員を始末しようとするも駆けつけたゴールドとクリスタルに妨害され、願いを三つ叶えられると知らずにジラーチも手放す。そしてジラーチがエメラルドを認めたことで歴代の図鑑所有者が復活し、それに対して支配下においたポケモンを使用して交戦。しかし、レッドとゴールドの連携で鎧を破壊され、操ったポケモンもエメラルドによって鎮められる。
「海の魔物」も12匹のポケモンが放った究極技で倒され、本人も衰弱して弱りきったところをエメラルドに声をかけられる。そこで独りを自ら望んだと自虐めいた独白を述べ、自分を助けようとするエメラルドの手を払い、鎧に駆けつけるもゴールドの用意した偽物とすり替えられていたため、崩壊した本物の鎧を再び身に着けようとした直前に消滅した。
ガイルの名は漢字で書くと「鎧流」となり、海を求めるアオギリに対してSaqueが「鎧をまとい荒ぶる海の流れのごとく」として与えたもの。
手持ちポケモン
アメタマ♂→アメモース♂
特性：すいすい→いかく 性格：ずぶとい
技："サイケこうせん"
粘液で敵の足元を固定する、"サイケこうせん"でモンスターボールの開閉を妨げる、人やポケモンを操る、触角で威嚇し敵を足止めするなど多彩な戦法を持つ。作者によると、ガイル＝アオギリのアメタマはタマゴから生まれ、愛情を込めて育てられたという。
トドゼルガ

スターミー（複数）

ドククラゲ

## ギンガ団
第7章・第8章に登場する悪の組織。表向きにはシンオウ地方に拠点を置く「宇宙エネルギー開発事業団」として活動している。“BOSS”ことアカギと数人の幹部の他、男女問わずおかっぱ頭にコスチューム姿の下級構成員“SHITAPPA”で構成されている。
団員同士は、常人には理解不能な言語でコミュニケーションを行う。トバリシティとハクタイシティにアジトを有する。

### BOSS
アカギ
ギンガ団のBOSS。強面の風貌に反して冷静沈着で、常に哲学的思想に耽り、それを基に多数の部下を従わせている知的な男。不完全に満ちた今の世界を消し去り、「完全なる宇宙」を創造することを至上目的とし、それに抗う者を一切許さず失態を犯した部下に対しては恐れられるほどに強くつねる。また自分の考えを他人に押し付ける傾向があり、初対面の相手に自分の考えを強く語ったり、自分と違う考えの持ち主をとにかく否定する。
人の心は「情」「意」「知」の三つが揃って初めて完全になるという考えを持ち、「意志を以って意志をくじき、制す」ことに特にこだわる。また、テンガン山やカンナギタウンの壁画など、シンオウ時空伝説に強い思い入れを抱いている。名前を書くことはその地に己自身を残すことと考えており、そのために愛用の羽ペンを常備している。
初登場はテンガン山で自身のポケモンを進化しにきていた。そこに来た3人の騒がしさに苛立ち進化したばかりのジバコイルとダイノーズで生き埋めにした（その3人こそプラチナたちだったのだが、見向きもせずに攻撃したので互いに直接対面はしなかった）。
壁画の存在を知ったことでカンナギタウンに現れ、シロナのガブリアスの攻撃を利用してほら穴を破壊し中に侵入。そして壁画の謎を即座に解明した。そこでよからぬことを感じたダイヤから話しかけられるも無視し、壁画の写真を撮ってその場を離れようとする。しかしダイヤにカメラを奪われたことでダイヤ・パールと交戦し、彼らの感情と意志を貫く姿から部下としてスカウトする。パールにカメラを壊される形で断られると二人を退け、それぞれ「静かに思いやる感情」「強く固い意志」と評し、興味を示す。
ギンガトバリビルで「赤い鎖」作成の時間稼ぎにシロナと戦い、激闘の末ガブリアスの体力切れの自滅も含めて実質戦闘不能に追い込むも、自分の手持ちも疲弊していたこと、当初の目的は果たされたことで自ら中断し引き分けに終わる。ダイヤたちによって湖の3匹が逃されたために2本目の赤い鎖を作れず、不完全な代用品を持って満身創痍となりながら、やりの柱に到着。ディアルガとパルキアを操り戦わせ、新宇宙創造を目論む。しかし、片方の鎖をジムリーダーたちに破壊され、彼らを倒すも今度はダイヤたちとレジギガスに妨害される。自身の邪魔をする理由をダイヤに問い掛け、その答えを否定するものの逆に自身の考えを否定される。さらに制御が不完全となった一瞬の隙を突かれ、ダイヤ・パールの全ポケモンによる総攻撃を受けて正気を取り戻したディアルガとパルキアの攻撃で意識を失う。自身が最も切望していた「情」「意」「知」の三つが合わさった「完全な心」をダイヤ・パール・プラチナから感じ取り、敗北の理由を悟るも、ギラティナによってやぶれた世界に連れ去られた。
後にやぶれた世界でギラティナの攻撃でこちらの世界に飛ばされたダイヤと再会し、自分の間違いを認めて正すため、ダイヤと協力しギラティナによって幽閉されていたディアルガ・パルキアを開放。ダイヤたちのお互いの不完全な心を支え合い補うことこそ完全な心と称した。やぶれた世界からの脱出後、ギンガ団の解散を宣言し、ダイヤたちに感謝の言葉を残し3人の幹部と共に姿を消した。
実はナギサシティ出身で、子供の頃は機械いじりが好きだった。
手持ちポケモン
ドンカラス♂ Lv.63
特性：ふみん 性格：いじっぱり 個性：ちょっとおこりっぽい
技："きりばらい"・″つじぎり″
レアコイル→ジバコイル
特性：じりょく
技："チャージビーム"・"マグネットボム"・"ミラーショット"
エアカーがない時の飛行手段となる。
ノズパス♂→ダイノーズ♂
特性：じりょく
技："じゅうりょく"・"だいちのちから"・"でんじふゆう"・"マグネットボム"
マニューラ
特性：プレッシャー
技："かいりき"・"さしおさえ"
ギンガトバリビルで初登場。シロナのミカルゲと戦い、見えないほどの速さで「こおり」状態にした。
ギャラドス♂
特性：いかく
技："ギガインパクト"・"りゅうのまい"
切り札。巨体に似合わないすばやさで相手の攻撃を回避する。シロナのミロカロスを倒し、ガブリアスの未完成な"りゅうせいぐん"を耐えた。

### 幹部
マーズ
ギンガ団の女幹部。主にエネルギーの調達を担当。軽い口調だが、基本的に無表情。
「面白いこと」が好きで「面倒臭いこと」が嫌いな、掴みどころのない性格。しかし自身が面白がっていることを否定・妨害されると、一変して冷酷な一面を出し、その相手を容赦なく叩きのめす。サターンとよく衝突しているせいか、シャカピーの性能の悪さに文句を言っている。
谷間の発電所に現れた際、発電所の電気を奪うという悪事を面白がったことで、ダイヤの怒りを買った。その後、ギンガ爆弾投下当日にシンジ湖に現れ、偶然きのみを採りに来ていたダイヤの母・アヤコを人質に取り、ダイヤと交戦する。
エムリット捕獲後、サターン・ジュピターと共にやりの柱に向かい、ナタネ・マキシと交戦するも敗れる。戦いの後、再起を図るため他の幹部とその場を去った。
その後、プルートと関わることを面倒くさがっていたが、サターン・ジュピターとやぶれた世界に入り、面白そうという理由でモミと交戦する。その時に、ギラティナと戦っていたデンジとオーバ（特にデンジ）を気に入った。
手持ちポケモン
ズバット♀
特性：せいしんりょく
主に人質を捕まえる役をする。
ドーミラー
技："かいふくふうじ"・"ジャイロボール"・"すなあらし"
ブニャット♀
技："いあいぎり"・"シャドークロー"
エレキブル
特性：でんきエンジン
谷間の発電所で奪った電気を運搬する役割をした。
メガヤンマ
技："きりさく"・"とんぼがえり"・"むしくい"・"むしのさざめき"
複数登場。羽ばたく際の羽音で相手の声をかき消すと同時に錯乱させ、衝撃に弱い体内にダメージを与える。戦闘中の飛行手段にもなる。

サターン
ギンガ爆弾の開発とそのための資金調達を担当。ネットゲーム好きで、爪を噛む癖がある。
アジト内の自分の定めた範囲から出ることがない引きこもりで、任務やその際のポケモンバトルさえ、飛行カメラ「シャカピー」やSHITAPPAを利用した遠隔操作で行い、稀に現場に出向く際にもUFOのような小型飛行艇に搭乗し、地に足を踏みもしない。現地に出向かないがために作戦失敗も多い。陰湿かつ執念深い性格だが、飽きるのも早く、上手くいかないことがあるとヒステリーを起こす。さらには一時の感情で（計画に支障が出ない範囲とはいえ）勝手な行動を起こすこともある。それらの子供っぽい性格や行動からアカギからはよく叱られている（その際に言い訳をするためアカギからは内心呆れられており、パールとダイヤとの戦いでは二人のことを見習わせたいと述べていた）。
アカギから資金集めの方法は任せると言われて金持ちの子供を誘拐して身代金を手に入れようと考え、その条件に当てはまるプラチナを捕まえるために行動。プラチナの写真が手に入らなかったのでその護衛であるパカとウージを探し、ロストタワーにて2人と交戦するも敗北。トバリシティにて再度パカとウージを襲撃するも、そこに同じくギンガ団と戦っていたパールとダイヤが合流したこともあって倒せず、痺れを切らしてギンガ爆弾の未完成品でパカとウージを消滅させる。しかし逆に二人からプラチナの居場所を聞き出せなくなったため飽きてしまい、ゲームをしていたが勝手な真似をしたことをアカギに叱られつねられた。
ギンガ爆弾投下当日にリッシ湖に現れ、パールと共に来ていたじんりきを湖に落とし、パールと交戦。ギンガ爆弾が自分の元に落ちたことからアカギからの信頼の証と喜び、アグノムを守ろうとするパールを圧倒し、アグノムを捕獲した。その後やりの柱でヒョウタ・メリッサと交戦するも敗れる。
その後、マーズ・ジュピターを飛行艇に乗せてやぶれた世界に入り、ミルと交戦する。
手持ちポケモン
グレッグル♀→ドクロッグ♀
特性：きけんよち
技："どくづき"・"ふいうち"
特性「きけんよち」によって相手の技を見抜き、攻撃を受ける前に攻める。やぶれた世界の戦いでは進化していた。
ケーシィ
技："テレポート"・"ほのおのパンチ"・"れいとうパンチ"
"テレポート"によるヒット&アウェイを得意とする。
オクタン
技："オクタンほう"・"ダストシュート"

ジュピター
「ギンガ団幹部の真打ち」を自称する屈強な体格の女幹部。実際にジムリーダーや他の幹部と一線を隔てる実力の持ち主で、口数が少なくミステリアスな雰囲気を持っている。
他の幹部とは違い、目の前で起きている事態に一切の興味も示さず、アカギからの評価にも執着しないが、忠誠心は強い。寒冷な気候を嫌い、温熱サポーターを携帯している。
エイチ湖に現れプラチナ・スモモ・スズナと交戦し、SHITAPPAを連れることなく単身で3人を圧倒する実力を見せつけ、ユクシー捕獲の任務をこなす。その後やりの柱でスモモ・スズナと再戦するも、冷静沈着な性格ゆえにパルキアの発生させた空間の歪みの影響を強く受けて敗北した。
その後、アカギを助け出すため、マーズ・サターンを叱咤しやぶれた世界に入りマイと交戦。戦いの後、アカギに「BOSSとしての責任をとって一緒に連れて行け」と怒鳴り、共に去っていった。
手持ちポケモン
ヤミラミ
技："おしおき"・"かげうち"
影を実体化させる先制攻撃が得意。モジャンボとの連携攻撃はかなり強力。
トリトドン（にしのうみ）
技："ストーンエッジ"・"どろばくだん"
"どろばくだん"で相手を埋め固めて身動きを封じ、急所を狙い強力な攻撃を繰り出す。
モジャンボ♀
技："しぜんのめぐみ"・"フラッシュ"
"フラッシュ"を自らのツルの隙間から放つことで、何条もの影を作ってヤミラミの"かげうち"を一度に幾つも増す。きのみを使う"しぜんのめぐみ"によって多彩な攻撃も可能。

プルート
ギンガ団研究班のトップで、「赤い鎖」の精製担当の老人。しかしギンガ団への忠誠心は皆無であり、その目的はシンオウ地方に伝わる伝説のポケモンの収集だった。
その性格は他の幹部以上に非道かつ身勝手で曲がりなりにもアカギへの忠誠心から悪事を働いていた他の面々と違って、ただ伝説のポケモンが欲しいからと他者を傷つける外道。ギンガ団や自身のポケモンすらも捨て駒程度にしか見ていない。さらには常識も欠けており、平気でダイヤを倒したことにはしゃいだり、そのことに涙を流すパールを笑って煽ったり、それらの行動に怒ったロトムとレジギガス（ぎー）に責められても理解できていない様子を見せている。また、行動も言動も目的も小物っぽい。
ポケモンが種類ごとに嫌がる周波数の電波を放出し、ポケモンを強制的に意のままに操る特殊な機械を持ち歩いている。この機械の影響によって、バトルゾーン全域で大規模な電波障害が発生した。
ディアルガとパルキアによって作られる「中心」が宇宙ではなくやぶれた世界への入り口であることも知っており、ギラティナ欲しさに陰でディアルガとパルキアを操っていた。アカギの敗北後、プラチナにやぶれた世界の存在を話して逃げ去るが、トウガンに測定器を、ダイヤのりーに伝説のポケモンに関するメモを奪われる。
第8章ではヒードランを狙いハードマウンテンに侵入。SHITAPPAを率いて、火山の置き石を探しているバクを尾行し、復活したヒードランを手に入れる。その後はギラティナを弱らせるために街に呼び出し、パールとダイヤと交戦。ヒードランの実力もあって最初は優勢だったが、ダイヤを傷つけられて悲しみと怒りに震えるぎーとロトムの猛攻を受け、やぶれた世界に撤退。しょうぶどころの3人組から逃げるために、口先で他の幹部を利用した。
最後は自らの不利を悟ってギラティナを操り、やぶれた世界にアカギたちや伝説のポケモンを閉じ込めようとするが、出口に先回りしていたシロナのガブリアスの一撃でギラティナ諸共倒される。諦めずに逃げようとするもプラチナたちに捕まり、手に入らないならばと八つ当たり気味に出口を閉じようとするもロトムによってポケモンを制御する装置を破壊され、助かろうとアカギたちに媚を売るも、当然見放される。そしてダイヤたちと和解し去ろうとするアカギの姿に、自分のことを完全に棚に上げて「一番の悪党をこのまま見逃していいのか⁉︎」と言い出すが、復活したハンサムに逮捕された。
手持ちポケモン
ヤドキング♂
技："きりふだ"・"サイコキネシス"
プラチナのパチリスとチェリムに敗北する。
一時手持ち
ヒードラン♂
特性：もらいび
技："マグマストーム"
ハードマウンテンにてバクが誤って解放してしまったところを、測定機でコントロール下に置いた上で捕獲した。操ったポケモンの中では唯一ボールに入れられるなど手持ち扱いをされ、ギラティナ捕獲のための尖兵として使われたが、Saqueが放していったダークライの技に巻き込まれる形で見限られた後は、プルートに敵対しギラティナの制止に加勢。戦いの後はハードマウンテンへと返された。

Saque（サキ）
ギンガ団の女幹部だが、ジュピターたちよりは格下扱いとされている様子。血色の悪い肌で、細目のミステリアスな女。「フンフフフ」という特徴的な笑い方をする。ギンガ団の中でも古参メンバーであるが、幹部でもジュピター以外彼女の存在を知らなかった。なお、"Saque"はポルトガル語で「略奪」を意味する。
第5章・第6章・第7章の事件の背後に存在していた黒幕的存在。アカギの新宇宙創造計画のため、「宇宙のパワーそのもの」とも言えるデオキシスを入手するべく、ロケット団にスパイとして潜入していた。ロケット団では大隊を取りまとめる幹部・三獣士に抜擢され、デオキシスの研究と捕獲計画の中核を担いながら、各地の悪の勢力を調査・把握し、その勢力調整を行っており、第6章におけるガイル・ハイダウトの暗躍にも一役買った。遺跡からのアンノーンの解放・使役、ガイルの装備品、人間の洗脳など、独自の技術を数多く有している。かつてレッドやイエローを苦戦させたカントー四天王のカンナに勝利するなど、バトルの実力も高い。
ギンガ団内で自分の留守を預かる存在として後述の上級SHITAPPAを用意した上で、サカキにデオキシス「個体・弐」を捕獲させるところまでサポートするも、図鑑所有者やチャクラの妨害によりデオキシスは逃亡してしまう。さらに自らもカンナの氷攻撃を受け左足に後遺症を負い、デオキシスの追跡もミュウツーの追撃に遭い失敗した。その後レッドたちの石化現象に関する独自の調査を進め、テンガン山にてジュピターたちに合流し、波動を辿って駆けつけたゲンと交戦するも途中で姿を消した。その後ダークライを捨てていくなど、やぶれた世界に足を踏み入れてはいたが、幹部3人のアカギ奪還作戦には結局合流せず、その後の消息は不明。
やぶれた世界でも平然としていたり、部下を洗脳するなど普通の人間ではないと思わしき描写も多々ある。
手持ちポケモン
ペルシアン♀
特性：じゅうなん
技："きりさく"・"だましうち"・"どろぼう"
スターミー
技："ほごしょく"
"ほごしょく"で擬態し、相手の不意を突く奇襲戦法を得意とする。
ジュペッタ♀
特性：おみとおし
技："シャドーボール"・"すてみタックル"・"よこどり"
第5章ではロケット団の首領サカキが自分の父親と知って動揺するシルバーの心の隙を突き、ショックを与え気絶させた。
離脱
ダークライ
特性：ナイトメア
デオキシスを再び捕まえるために繰り出した。このダークライとミュウツーの技の衝突によりレッド・グリーン・ブルー・イエロー・シルバーが石化した。上級SHITAPPAを動かしていた際には彼に預けるなど、Saque本人はその力を持て余しており、上級SHITAPPA解放後再び自身の手持ちに戻すものの、結局はやぶれた世界に放した。

### 構成員
上級SHITAPPA
ギンガ団のSHITAPPAだが、人形のように動く他のSHITAPPAらとは異なり、自らの野心のために行動する切れ者で、黒いマントとマスクを身に着けている。「アカギ様に取り入っているSHITAPPA」として、サターンから妬まれていた。
その正体はSaqueの手駒として洗脳されたSHITAPPAで、Saqueの思考と行動を全てなぞるように設定されている。第5章で図鑑所有者に野望を打ち破られたことを憎むSaqueの心理を引き継いでいるため、自身もポケモン図鑑に異常な執着心を持ち、ダイヤたちを幾度となく襲撃する。
引きこもりがちなサターンを陰で見下す一方で、ゲームコーナーの遺失物を横領するなどといった小さな悪事も行っており、プラチナが落としたポケモン図鑑を見て気に入り、ギンガ団の情報網を通じて図鑑所有者についての知識を得る。
ロストタワーで破損したシャカピーの映像を利用し、ミオシティに滞在中のベルリッツ氏に「プラチナを誘拐した」と虚言を言い、身代金15億を要求し、ナナカマド博士諸共特殊な牢獄に閉じ込めた。その後、ダイヤのこうてつ島での修行を監視していたことをゲンが感知した「悪意のある波導」により明らかにされるが、操り人形であったことも察知される。
2本の赤い鎖の精製をプルートと共に取りかかり、1本は完成したが基地に潜入したダイヤたちによりユクシー・エムリット・アグノムを逃されてしまう。しかし同時に、3人からポケモン図鑑を奪い取った。その後はシロナに破壊されたギンガトバリビルの瓦礫に埋まっていたが、Saqueに回収され自我を消され、集団意志に戻されそうになり、ギンガ団から逃げ出す。
罪の意識に苛まれていたところ、その心に呼応してやってきた湖の3匹が「恩義」を感じて危険を顧みずに行動する姿を目撃し、また自己喪失の恐怖も相まってギンガ団を抜けることを決意。そして、ギンガ団から守ってもらうことを条件に、プラチナたちをパカとウージの所へ連れていき、奪い取った図鑑も湖の3匹を介して全て持ち主に返した。
手持ちポケモン
リーシャン
特性：ふゆう
技："さわぐ"
フカマル♀
特性：すながくれ
技："ドラゴンダイブ"
ムクホーク
特性：いかく
技："ブレイブバード"
ゴースト

ユレイドル

一時手持ち
ダークライ
Saqueから預かっていた。一度もボールから出すことはなかったが、特性「ナイトメア」を発動して行く先々で悪夢を巻き起こした。上級SHITAPPAの解放後、Saqueに回収された。

SHITAPPA
一切の感情を破棄した機械のように無表情で無口。集団で一斉に同じ行動を取り、敵を追い詰める。
使用ポケモン
ムクバード

スカタンク
技："つじぎり"
ブビィ

ヘルガー
技："わるだくみ"
ゴースト

カイリキー

ベトベター

ニャース

マンキー

エビワラー♂

スリープ

リザード

ワカシャモ

はぐれ研究員
SHITAPPAではないが、ギンガ団の一員である。背の高い者と低い者の二人組で、リッシ湖を封鎖していた。213番道路からカバルドンの起こした竜巻で飛ばされてきたダイヤとプラチナを連行しようとするも、ダイヤに一瞬の不意を突かれ返り討ちにされた後に、フトマキに警察まで連行され、ハンサムの尋問を受ける。
手持ちポケモン
ドラピオン（背の低い研究員）
技："クロスポイズン"
フトマキによれば、いつもこき使われており、野生でいた方が良かったと思っているらしい。
コロトック（背の高い研究員）
特性：むしのしらせ
技："うたう"・"シザークロス"
ナイフのような腕は岩を切断するほどの切れ味だが、本質は"弾く"ことにあり即興で"うたう"のメロディーを作る。フトマキによれば、トレーナーにあまり頼りにされていないらしい。

### 協力者
スキンヘッズ
上級SHITAPPAに金で雇われ、こうてつ島を強襲した二人組。顎鬚ともみあげがそれぞれ特徴。上着の背中とベルトのバックルには手持ちポケモンのマークが描かれている。ゲンとルカリオの目と波導を封じるも、特訓の成果を出したるーに敗北した。
手持ちポケモン
ビークイン♀（顎髭のスキンヘッズ）
特性：プレッシャー
技："かいふくしれい"・"こうげきしれい"・"ぼうぎょしれい"・"パワージェム"
しもべによる攻撃は凄まじく、こうてつ島の野生ポケモンのボスでゲンすら苦戦したハガネールを倒し、ゲンとルカリオを襲うと同時に目にミツを付着させて視界を遮った。
ガーメイル♂（もみあげのスキンヘッズ）
特性：むしのしらせ
技："エアスラッシュ"
"エアスラッシュ"を放ちながら周りを旋回し、波導を大気ごと切り刻んで伝わりにくくする。

## プラズマ団
第10章・第11章に登場する悪の組織。イッシュ地方の各地でポケモンと人間の関係についての演説をしており、イッシュではこの影響でポケモンを道具扱いしているのではないかという意識を抱いたトレーナーが手持ちポケモンを逃がしてしまう事件が頻発している。
しかし、その活動の裏で他人のポケモンを無理やり力ずくで解放させようとしたり、ポケモンの保護を名目にポケモンを傷つけるという矛盾した行動に出たり、ポケモンに犯罪の片棒を担がせる、あまつさえ「ひんし」状態になったポケモンを見捨てて逃げ出すなど、やっていることはこれまでの悪の組織と何も変わらない。本当にポケモンのことを思って所属していた団員もおり、アクロママシーンについても意見が対立していたらしく、やがて内部分裂を起こした。
第10章ではNを「王」として祭り上げていたが、彼が姿を消した第11章ではアクロマが新たなトップに就任する。

### 首領
N（エヌ）
プラズマ団の頂点に君臨する「王」。普段は感情を全く持ち合わせていないかのような超然とした雰囲気を漂わせているが、根は繊細。
幼い頃よりポケモンの声を聞く特殊な能力があり、周囲から疎んじられていたところをゲーチスに引き取られ、与えられた部屋から出ることなく人間に虐待されたポケモンに囲まれて育った過去を持つ。この偏った教育により、人間とポケモンの共存を否定し、全世界のトレーナーからポケモンを解放させようとしている。
ポケモンを想う心自体は本物で、純粋に慕う団員も少なくない。彼の夢を食べたムシャのけむりの映像を見たブラックからは、「プラズマ団とは異なるいいヤツ」と判断された。反面、人間に対しては徹底的なまでに冷酷で、特にポケモントレーナーやポケモン博士のことは「ポケモンの自由を略奪し、物扱いする者たち」とみなして敵意を隠さない。
カラクサタウンにて、プラズマ団の悪質な演説に激怒したブラックと交戦。ポケモン図鑑を所有しポケモンをモンスターボールに入れているブラックを断罪し、ブラックの手持ちポケモンも不幸だと決めつけていたが、「ポケモン図鑑もモンスターボールもポケモンと気持ちを通じ合わせるために必要である」と反論され「また解けない数式を見つけてしまった」と言いながら去る。
ライモンシティの観覧車内ではポケモンミュージカルを終えたホワイトと対話し、ぶぶちゃんのバトルをしたい気持ちを認めようとしないホワイトの姿勢を批判。自らの意思でついてきたぶぶちゃんを連れて去った（その際、Nに同行していたジャノビー（後のあまんだ）がホワイトの元に来た）。
その後リュウラセンの塔を訪れ、ゲーチスからダークストーンを受け取ってゼクロムを復活させ、自分の手持ちにすると、チャンピオンを超えるためにアデクと戦い勝利し、ブラックがポケモンの声を聞いていないことを指摘してNの城へ飛び去った。
ブラックがリーグ優勝を成し遂げた直後に目覚めたレシラムの存在を感じ取って戦いを挑み、激闘の末に敗北。逃がしたと思っていたゾロアの意思を感じ取り、最後にブラック、そしてぶぶちゃんと共にその場に現れたホワイトとこれまでとは違う形で言葉を交わし、二人やゾロアに別れを告げてゼクロムに乗り去って行った。
第11章では2年間ゼクロムと共にブラックを吸収したライトストーンの行方を追跡しており、行方不明扱いとなっていたが、実際は「しろのじゅどう」に滞在してアデク・アイリス・バンジロウ・アスラを相手に修行しながらゲーチスに対抗する力を磨いていた。なお、アデクの下にいた理由は、当時自分とのバトルにおいて勝つために打てる手を打たなかったアデクに感じた「解けない解」を解くため。その疑問を直接ぶつけたところ、彼から「ポケモンの解放も正しく思った」という答えをもらい、互いの誤った思い込みを正しあった。
キュレムが力を高め破壊活動を開始すると、それに引き寄せられたゼクロムに乗って決戦の地へ出発。途中ハイリンクでライトストーンを見つけたホワイトの前に現れ、自身の心がプラズマ団から「解放」され、イッシュを脅かすつもりは二度とないことを行動で示し続けるため、ゲーチスとプラズマ団、キュレムを食い止めるべくプラズマフリゲートへと向かう。
ゼクロムがいずれキュレムに吸収されることを予測し、ライトストーンをホワイトに託してゲーチスと交戦するも、戦闘中「いでんしのくさび」を得たキュレムがゼクロムを吸収・合体したブラックキュレムから放り出され、ポケモンドリームワールドに引きずり込まれてブラックと再会。内部からブラックキュレムを攻撃しようとした途端、即座にポケモンドリームワールドの外へとはじき出され、気を失ったところをアクロマに確保されてプラズマフリゲートの内部へ監禁される。
自らを救出に来たファイツによって拘束を解かれ、5年前最初に奪ったチョロネコの居場所をファイツの母から聞いて乗り込んできたヒュウや、チャンピオンの責務を果たそうとするアデクと共にゲーチスを追い詰めるが、フリゲートを爆破され、落下しかけたゲーチスを助けようとして裏切られる。ゲーチスに何度も頭を殴られて昏倒するも、ダケちゃんが止血と麻酔を施したため間もなく意識を回復し、ファイツにぶぶちゃんと一緒にNの城の火を消すよう促した。
事件後は国際警察によって逮捕されたが、プラズマ団員残党を統率させ、監視しやすくするための「象徴」として勾留期間が過ぎた後で保釈されると決まる。そして月日が流れた後、ファイツと共に略奪したポケモンを持ち主に返す旅に出た。
一時手持ち
「モンスターボールに閉じ込めたらポケモンの声が聞こえなくなる」という理由で、Nはたとえ「ひんし」状態であろうともポケモンをボールに入れない。また、独自のジェスチャーで指示を出す。
レシラムとの最終決戦に挑むにあたってゼクロム以外は全て逃がした。しかし、ぶぶちゃんはフードマンに連れてこられたホワイトを感じて「Nの部屋」に戻り、ゾロアはNと共にいることを望んで戻ってきた。
ゾロア♂
特性：イリュージョン
特性「イリュージョン」を活かした陽動や騙し討ちなどを得意とする。イタズラ好きで人間の子供に化けることもあり、ヒウンシティやライモンシティジム、ホドモエの跳ね橋ではブラックの前に現れてイタズラをしたほか、直接姿を見せてはいないものの、カノコタウンのアララギ研究所をひそかに監視していた。アデクと戦い、去り際にオタマロと共にアララギ博士の父が持っていた図鑑を破壊する。
「イリュージョン」はゲーム本編とは異なり、控えポケモンだけではなく戦闘中の味方ポケモンや敵ポケモン、果ては人間にまで適用される。加えて任意のタイミングで発動・解除ができ、非常に有用性の高い特性となっている。
2年後（第11章）にはロットの元に身を寄せており、「イリュージョン」でファイツの身代わりを引き受ける。Nたちのポケモンを返す旅にも同行。
ツタージャ♀→ジャノビー♀
特性：しんりょく 性格：しんちょう 個性：ちょっぴりごうじょう
アララギ博士の父の研究所から逃がした。ライモンシティに現れた時にはジャノビーに進化していた。バトルに疎いホワイトを尻尾で弾き、ぶぶちゃんの才能を開花させるためにバトルをした後、ホワイトに「ポケモンの声」を理解させるべくぶぶちゃんと交換する形で彼女の手持ちとなる。後にホワイトから「あまんだ」というニックネームを与えられた。
オタマロ♂ Lv.24
特性：すいすい 性格：ひかえめ
技："エコーボイス"
カラクサタウンにて連れていたポケモン。ブラックのポカと戦っていたが、根性を見せたポカに水流を突破され相打ちとなる。その後、リュウラセンの塔にてNと共にゼクロムを迎えた。口から噴射する水流でアララギ博士の図鑑を撃ち抜きウォータージェットのような痕を付けた。
チョロネコ♂ Lv.19
特性：かるわざ 性格：おくびょう
技："つじぎり"・"ふいうち"
カラクサタウンにてブラックのムシャと戦った。ブラック曰く「普通に強い」。
マメパト♂ Lv.20
特性：きょううん 性格：おくびょう
カラクサタウンにて連れていた。
ぶぶちゃん（ポカブ♀）
特性：もうか
元はホワイトに同行していたタレントポケモンだったが、46巻で自らの意思でNに着いていった（44巻でホワイトが「ぶぶちゃんはタレントポケモンであり、自分の手持ちではない」ことを公言していたため、手持ちとしない方が正しい）。Nや他のポケモンと共にゼクロムを迎えた後、アデクのアギルダーを倒し、勝利の立役者となる。
Nがレシラムに挑む際、バトルの道を行くか、芸能の道を行くか、最後は自分で選ぶように諭され、他のポケモンと共に逃がされるも、バトルの道を選んでNの下に留まる。その後、ホワイトに親はNという形で引き取られた。
第11章ではホワイトを通してファイツに渡り、彼女の手持ちになった。
ドテッコツ♂ Lv.55
特性：ちからずく 性格：うっかりや　
リュウラセンの塔にてNと共にゼクロムを迎えた。
ヒヒダルマ♂ Lv.59
特性：ダルマモード 性格：おだやか
技："サイコキネシス"
リュウラセンの塔にてNと共にゼクロムを迎え、その後のアデクとのバトルでも使用。
アーケン♂→アーケオス♂ Lv.57
特性：よわき 性格：ようき
リュウラセンの塔にてNと共にゼクロムを迎え、その後のアデクとのバトルでも使用。
ゼクロム Lv.50
特性：テラボルテージ 性格：やんちゃ 個性：かんがえごとがおおい
技："クロスサンダー"
イッシュ伝説において「理想」を司るポケモン。高威力の"クロスサンダー"を不特定なタイミングで放つ強敵。しかし技の特性上、対となる"クロスフレイム"より発動に時間がかかり、その間に電撃の軌道やタイミングを読まれてしまう弱点が存在する。
第11章の事件収束後にレシラムと共に去った。
アクロマ
「闇の科学者」という異名を持つ犯罪者で、ゲーチスが「盟友（とも）」と称する人物。本人曰く「ポケモンの力を余すことなく最大限に引き出す」研究のため、プラズマ団に協力している。
ピュアで無邪気な性格であり、喜怒哀楽を素直に表現する。根っからの悪党ではないが、倫理観は一般人とかけ離れている。
第10章ではフード付きのマントに仮面を被ったトレーナー「フードマン」と名乗り、イッシュリーグでベスト4まで残った。シズイ曰く「バッジ8つを集めていない」らしいのだが、バトルの実力は相当なものらしい。準決勝でチェレンに敗北した後は、決勝戦を観戦しながらヴィオと会話している所をホワイトやハンサムに妨害されるが、逃走時にオーベムの"テレポート"でホワイトと共にどこかへ瞬間移動した。
第11章では、ゲーチスによってN無き後のプラズマ団の新しいリーダーとなり、ヒオウギシティでゲノセクトおよび「アクロママシーン」の実験を行っていた。その後自身に反旗を翻したヴィオを撃破してキュレムの支配権を強奪し、ヒウンシティでラクツ・ファイツをキュレムの力で氷漬けにするとプラズマフリゲートを起動させ、ヒウン・シッポウ・サンヨウを順に凍りつかせながら移動を開始する。
キュレムがゼクロムを取り込んだ際に、前々から興味があったNを確保しプラズマフリゲートに監禁しつつ、キュレムが故郷とも言えるジャイアントホールに自ら向かっていく後を追い、その場所で強力になったブラックキュレムのオーバードライブでブラックやラクツたちを倒そうとするが、ロットにアクロママシーンを無効化され、ゼクロムと分離してレシラムを取り込んだホワイトキュレムに攻撃されたことでプラズマ団を見限って脱走を図る。ラクツに追われ、手持ちの赤いゲノセクトが先輩たちを凍らせた仇と知り「かくごのすがた」になったケルデマルの攻撃で「うつしかがみ」を破壊される。オーベムに持たせていたアクロママシーンをラクツの手持ちに破壊されながらも、彼に赤いゲノセクトの"テクノバスター"を1発浴びせるが、2発目を撃つ直前にラクツに新しく加わっていたシュバルゴの捨て身の行動で暴発させられ、直後にかつてブラックのウォーが助けたビクティニの"Vジェネレート"を受けた。負けを認めて投降しようとした所に現れたキュレムの"ぜったいれいど"に冷凍冬眠状態にされ、ハンサムの手でそのまま国際警察へ移送。拘束後に解凍・回復される。
しばらく後、ラクツに協力していたマジシャンとある契約を結び、アローラ地方に旅立つ。そして第14章にて潜伏中にエーテル財団に雇われ、ルザミーネの依頼でウルトラビースト捕獲専用ボール「ウルトラボール」の開発に携わった。
手持ちポケモン
オーベム♂
特性：テレパシー
技："エナジーボール"・"じこさいせい"・"シャドーボール"・"テレポート"・"めいそう"・"ワンダールーム"
ジムリーダー5人とキダチのさらわれた時の記憶を塗り替えたり、トレーナーのポケモン解放を裏で手助けし、最後には一時的にゲーチスに預けられレシラムがライトストーンに変わっていく中にブラックを取り込ませ、ゴーラの"ストーンエッジ"に閉じ込められていたゲーチスを救った。
ラクツとの最終決戦ではゲノセクト同士の戦いの外でアクロママシーンを遠隔操作していたが、それを見抜いていたラクツのゲノセクトとシュバルゴ以外の手持ちに倒される。
ギアル

ギギギアル
技："ギアソーサー"・"ギアチェンジ"・"ボディパージ"
飛行手段。"ギアソーサー"による空中戦も可能。
トルネロス♂・ボルトロス♂・ランドロス♂
四天王の戦闘力の調査とれいじゅうフォルムへの化身の実験のため、ダークトリニティより手渡された。発掘した「うつしかがみ」の力でフォルムチェンジが可能。
バルジーナ♀

赤いゲノセクト
技："テクノバスター"
色違いの個体。第10章ではダークトリニティに貸し出され、コバルオン・テラキオン・ビリジオンの3匹をフリーズカセットを用いて凍結させ撃破している。フードマンとして行動する際の飛行手段でもあり、ギギギアルより高速で飛行可能。アクロマ自らが手塩にかけて絆を結び育て上げているので、アクロママシーンの有無に関係なく言うことを聞く。
洗脳したポケモン
ゲノセクト
通常色の個体。第11章においてアクロママシーンで洗脳していたが、自身の手持ちではないことを見抜かれラクツに捕獲される。
ペンドラー
七賢人の逮捕のためイッシュに戻ってきたハンサムを始末するようゲーチスに言われて襲撃させたが、ラクツのフタチマルに倒される。
キュレム←→ブラックキュレム・ホワイトキュレム
特性：プレッシャー←→テラボルテージ（ブラックキュレム）、ターボブレイズ（ホワイトキュレム）
技："コールドフレア"・"こごえるせかい"・"ぜったいれいど"・"フリーズボルト"
イッシュ地方の第3の伝説のドラゴン。ヴィオが捕獲していたが奪い取り、イッシュの街を凍てつかせるためのエネルギーを吸収する。

### 七賢人
ゲーチス
本名「ゲーチス・ハルモニア・グロピウス」。プラズマ団の最高幹部「七賢人」のリーダー格で、第10章・第11章における事件の事実上の黒幕。異常なほど常に淡々としており、落ち着いた喋り方をする。
カラクサタウンで演説を行い、トレーナーたちにポケモンを逃がすよう唆した。その後シッポウシティで下っ端をハチクに変装させ、ダークストーンの在処を見つけたブラックを気絶させ、ダークストーンを奪ってNに渡した。
レシラムに負けて眠りに落ちたNとブラックの前に現れ、Nに理想を追わせ、伝説のポケモンを現代によみがえらせたのは「ポケモンの解放」という「理想」の実現のため絶対の権威をプラズマ団に持たせ、イッシュ地方民に力を見せつけるためだったと全てを明かす。しかし、Nが独断でレシラムに戦いを挑み敗れたため、「理想のために不都合な事実」、つまりプラズマ団の王であるNの敗北をなかったことにするため、レシラムに指示を与えていたブラックに襲いかかる。
しかし、その真の目的は従わない人間を権威と数の力で潰していき、最終的にプラズマ団のみがポケモンを独占する世界を築くことであり、Nはただの飾りでしかなかった。しかも、内心ではNを「バケモノ」と蔑んでおり、肉親の情など最初から持ち合わせていなかった。
ブラックのポケモンが苦手なタイプで追い詰めるも、ブラックの機転に敗れ、Nが去った後アクロマのオーベムでブラックをライトストーンに戻っていくレシラムに取り込ませ、姿を消した。
第11章では盟友と慕うアクロマをプラズマ団の新たなリーダーとし、洗脳したキュレムでイッシュ支配を企む。だが、プラズマフリゲートでアデクの相手を手持ちに任せて逃走。Nに追われ、かつてトレーナーから略奪した大量のポケモンのボールを見せつける。
ラクツを追ってきていたハンサムに逮捕されそうになると「虜囚の辱めを受けるより夢と共に潰えよう」とフリゲートを自爆させ、落下しそうになったところをNに助けられるが、蔑んでいたNに嫌悪感を爆発させ、罵りながら痛めつけた。
結局はゼクロムに捕まり、ハンサムに逮捕される。そして「自分の夢を食い破ったブラックたちも極悪人だ」と指摘するも、ホワイトに「自分を粉飾し、他人をだまし、利用し身も心も壊れるまで追い込まなければ叶わないものはただの野望だ」と糾弾され、それでも「苦い真実を直視できない衆愚は甘美な理想を見せてくれる指導者を求める」と抗弁するが、ファイツから「人間はだませてもポケモンたちは利用されて傷つけられたことを忘れない」と反論される。そして「解放」として略奪したポケモンが自分を睨みつけていることに気づき、完全に心が折れ、逃げるように自分から国際警察のヘリに乗り込んでいった。
手持ちポケモン
サザンドラ♂
特性：ふゆう
主力。ウルガモスとの連携により、相手を炎に閉じ込めて行動を封じる。チュラの"シザークロス"で倒された。
シビルドン
特性：ふゆう
技："ほうでん"
通常個体とは異なり、常に笑顔である。ダークストーンのありかを見つけたブラックを気絶させ、最終決戦時にはウォーとゴーラを同時に相手にする実力を見せたが、僅かな隙を突かれ逆転の一手を与えてしまった。ブオウの"フレアドライブ"に敗れる。
ガマゲロゲ
特性：すいすい
技："ハイドロポンプ"
度々プラズマ団の作戦を阻止してきたブラックを警戒したゲーチスにより、ブオウへの対策として投入された。ムシャの"めざめるパワー"で倒された。
デスカーン
特性：ミイラ
ムシャへの対策として投入された。ウォーの"フリーフォール"で倒された。
ウルガモス
古代の城で捕獲された。太陽に紛れて身を隠すことができる。ブラックとの戦いでは、燐粉から発せられる炎でフィールドを埋め、チュラを苦しめたが、ゴーラの"ストーンエッジ"で倒された。
ドラピオン
第11章での新しい手持ち。アデクに倒される。
ドクロッグ
第11章での新しい手持ち。アデクに倒される。
一時手持ち
オーベム
アクロマから貸与。

アスラ
七賢人の一員。青い帽子とマント、釣り目と福耳が特徴。
伝説のドラゴンについての情報収集を担当していた。シッポウシティで博物館から展示品を盗み出し、さらにプラズマ団の活動を妨害するブラックを倒そうとした。
第11章ではゲーチスがキュレムを利用してイッシュ制圧に乗り出した場合に備え、シャガに情報の提供と対策を講じ、ロットと共にホワイトたちに協力。N・アデク・アイリス・バンジロウと共にホワイトフォレストの「しろのじゅどう」で修行に努めた。その後、ジャイアントホールに向かい因縁あるブラック・ラクツと出会う。
手持ちポケモン
デスカーン♂
特性：ミイラ
技："ガードシェア"
棺桶に擬態し、敵の目を欺く。ヤグルマの森での戦いでは、ドラゴンポケモンの骨格を操ってアーティを捕え、橋梁を破壊した。
シンボラー
技："アシストパワー"
第11章で登場。「しろのじゅどう」でアイリス・バンジロウらと修行していた。

スムラ
七賢人の一員。茶色の帽子とマント、紳士的な顔立ちが特徴。
ヒウンシティで下っ端に命じてポケモンを誘拐していたが、下っ端の一人の失策によってブラックに根拠地を突き止められ撤退。あまり部下を信用していない様子だった。
第11章ではリョクシと共にアクロマ派閥に与している。ヒウンシティの下水道でポケモンの「解放」を行っていたが、ラクツに同時逮捕される。後に二人共アクロマからは「老害」と酷評されている。
手持ちポケモン
モロバレル♂
特性：ほうし
ベルを襲撃しヒトモシを奪ったが、チャオに倒された。

リョクシ
七賢人の一員。緑色の帽子とマント、目の色が明るいのが特徴。
古代の城でウルガモスの捜索・捕獲を担当していた。
手持ちポケモン
ペンドラー♂

ジャロ
七賢人の一員。黄色の帽子とマント、カールした髪が特徴。
トルネロス・ボルトロス・ランドロスを狙う。ホワイトが手も足も出せなかった3匹を一度に捕獲する実力を持ち、四天王シキミからも「見事」と評される。
第11章ではアクロマを新たなプラズマ団のリーダーとして認めておらず、アクロマ派の下っ端から追われており、うつしかがみの実験がてらかつて捕まえたトルネロスをけしかけられる。ラクツがトルネロスを撃破した直後、逮捕された。
手持ちポケモン
ワルビアル♂
ジャロの主力だが、トルネロスには敵わなかった。

ヴィオ
七賢人の一員。薄紫の帽子とマント、顎髭、こけた頬が特徴。
厚着をしているがかなりの寒がりで、変装すると人が変わる一面を持つ。3年以上前（第11章時点から5年前）から独自にイッシュ伝説の第3のドラゴンについて調査を行っていた。
冷凍コンテナを拠点とし、したっぱを使ってホドモエシティの人々からポケモンを奪っていた。ブラック・チェレンの実力を見極め撤退し、その後残ったチェレンをプラズマ団へ導く。
リーグ戦では「グレイ」と名を変えてベスト8に入りアイリスと戦うが敗退。決勝戦を見ながらフードマンと会話しているのをホワイトに目撃され彼女を捕らえるが、自分がプラズマ団員だと話したところでハンサムによって捕らえられる。
その後は逃亡に成功し、2年間に渡って各地を転々としていたがアクロマに見つかる。切り札のキュレムを繰り出しアクロママシーンの確保を狙ったが、伏兵のボルトロスとランドロスに不意を突かれ敗北し、キュレムの支配権をも奪われ、吸収合体の知識を利用するためオーベムのサイコパワーによる拷問で知り得た情報を自白させられる。
手持ちポケモン
フリージオ
技："れいとうビーム"
離脱
キュレム
第10章時点ですでに捕獲していた。

ロット
七賢人の一員。赤色の帽子とマント、明るい顔立ちが特徴。
比較的穏やかな性格で、第11章での回想では、自分より年下の団員であるファイツに対して優しく接している。
現場に直接出てはいないものの、リバティガーデン島でビクティニの調査を行わせたり、ダークトリニティとジムリーダーの戦いをゲーチス・リョクシ・ヴィオ・ジャロと共に観戦していた。
第11章ではN派に所属し、アクロマ派と対立している。自身の賛同者と共にアクロマ派を止めるための行動を起こし、ファイツに託したメモリーカードの捜索を行う。ファイツの母親からの連絡を受けて自身も逮捕される危険を冒しながら氷漬けにされたヒウンシティに現れ、Nのゾロアにファイツの身代わりを任せたが、目の前で自分を狙っていたアクロマのバルジーナによってファイツを攫われる。その後、ヒュウを救助してトレーナーズスクールに戻り、アクロママシーンの無効化に必要なメモリーカードの返却を求めプラズマ団の現在を教えた。
ゲーチスが逮捕されたと同時に国際警察に拘留され、面会に来たファイツに、Nは勾留期間が過ぎた後にプラズマ団員の監視のための「象徴」として保釈されることを教え、結論を急がず自分たちの轍を踏まずに生きるよう忠告する。
手持ちポケモン
ランプラー♂→シャンデラ♂
技："たたりめ"・"れんごく"
第11章で進化。
ココロモリ

その他
どれがどの七賢人のポケモンかは不明。
バルジーナ♀

ガマゲロゲ

ジヘッド

### その他
ダークトリニティ
仮面をつけた黒ずくめの3人組。仮面はそれぞれ、形がバオップ・ヒヤップ・ヤナップの顔の模様と一致しており、ポケモンもそれに因んだタイプになっている。
シッポウシティに運ばれたダークストーンを監視していたが、ジムリーダーたちが仕掛けた罠にかかり、交戦。ハチクによって身を捕らえられるが、トルネロス・ボルトロス・ランドロスの3匹の圧倒的な力で逆転。アロエの作戦によりダークストーンを奪うことはできなかったが、ハチク以外のジムリーダー6人とキダチを捕らえ、どこかへ連れ去った。その後は「P2ラボ」で何かの実験をしていたところに現れたデント・ポット・コーンと戦い、三剣士の乱入により彼らを氷漬けにした。
2年後の第11章で、服装を変えてプラズマフリゲートにて再登場した。ラクツが残していった手持ちを退け、サザナミタウンでプラズマフリゲートに乗艦し、ジャイアントホールでかつて氷漬けにした三剣士と戦闘。れいじゅうフォルムのトルネロス・ボルトロス・ランドロスを使うが、うつしかがみが壊されてけしんフォルムに戻った3匹が返り討ちにされ、三剣士の報復を受ける。
手持ちポケモン
メラルバ♂
特性：ほのおのからだ
バオップ型の仮面。古代の城で増やしたウルガモスのタマゴから孵った。
バスラオ♂（あおすじのすがた）
特性：てきおうりょく
技："アクアテール"
ヒヤップ型の仮面。
ドレディア♀
特性：ようりょくそ
技："ちょうのまい"・"はかいこうせん"・"メガドレイン"
ヤナップ型の仮面。通常個体とは違い、かなり凶悪な顔つきをしている。
一時手持ち
トルネロス♂・ボルトロス♂・ランドロス♂
「いざという時のための戦力」としてジャロから託される。第11章でコバルオンたちに倒された後、支配から解放されて逃げ出した。

愛の女神 バーベナ&平和の女神 ヘレナ
リュウラセンの塔でゼクロムを迎えるNを見ていた二人の女性。Nが幼い頃は世話係を務めており、その過去をホワイトに話した。
全てが終わった後は略奪されたポケモンたちを持ち主に返す旅を始めたNとファイツに付き添っている。

### 幹部の配下・その他の団員
アスラ配下
女の団員3人。「プラズマ団」に属していながらも自分たちのポケモンを平然と見捨てる非情な性格。
女団員の一人はスムラ配下の男性団員と共に、カラクサタウンでゲーチスの演説の舞台の設備をしていた。ゆめのあとちの周辺でブラックと戦った。その後シッポウシティでドラゴンの化石やダークストーンを盗もうとする。
第11章ではファイツ曰く、プラズマ団に所属する以前はポケモンセンターに勤めていたことが明かされた。
使用ポケモン
ミルホッグ
特性：はっこう
暗い場所を利用してブラックたちに襲い掛かるも、ムシャの"サイコキネシス"によって倒される。用無しとして見捨てられ、その後はマコモ博士が引き取っている。

ロット配下
ふくよかで常に笑った顔をしていて厚い唇が特徴の男と、ゴチミルのような顔立ちをした女の2人組。リバティガーデン島をサイコパワーで覆ってビクティニを捕らえようとしていたが、ブラックによって止められ失敗する。
第11章ではゴチミルのような顔立ちの女団員2人はN派のプラズマ団に所属しており、ロットと共に新生プラズマ団を止めるために行動している。ファイツの回想シーンにも登場している。
使用ポケモン
ゴチルゼル
技："さいみんじゅつ"
ビクティニの後押しを受けたウォーの反撃を受け敗北。
ゴチミル×2

スムラ配下
男の団員。アスラ配下の女団員一人と共に、カラクサタウンでゲーチスの演説の舞台の設備をしていた。その後スムラのモロバレルを使ってベルを襲い眠らせ、ヒトモシを「解放」しようとした。ヒウンシティでアーティのジムの向かいのビルをアジトにしていた。
リョクシ配下
男の団員。リョクシの元に向かうはずだったが、予期せぬイッシュ四天王のギーマと戦いに敗れる。
使用ポケモン
マラカッチ
技："コットンガード"・"はなびらのまい"

ヴィオ配下
眼鏡にちょび髭を生やした小柄な中年男と、ふくよかな中年女の二人組。冷凍コンテナでチェレンのポケモンを奪おうとした。
第11章でのファイツの回想シーンにも登場している。
使用ポケモン
バニプッチ
特性：アイスボディ
氷で鏡を作り出す。ブラックを鏡部屋に閉じ込めたが、チャオに氷を溶かされたうえ反撃されて敗北。
ツンベアー×2
技："つららおとし"
チェレンのツタージャを相性の有利さで侮っていたが、チャオとの合体技による"ほのおのちかい"を受けて敗北した。

ジャロ配下
若い男女の二人組。5年前（第10章から3年前）、ヒオウギシティでヒュウと交戦し、ヒュウの妹のチョロネコを奪った。
第11章ではゲーチス派の新生プラズマ団に所属している。プラズマフリゲートで因縁のあるヒュウと再会し、ツタージャがヒュウに懐いてしまい、あっさり降参する。
使用ポケモン
プルリル♀（女）

モノズ（男）
これが原因でヒュウの妹はモノズが苦手になってしまう。
ツタージャ
元の持ち主から「解放」され、ゲーチスから預かっていた。だが、出した瞬間にヒュウに懐き、以降は彼と行動する。

ハチクに変装した団員
眉毛がなく頬のこけた男の団員。シッポウシティでブラックの目を欺き、ゲーチスのシビルドンを使って気絶させ、ダークストーンを奪った。
第11章ではゲーチス派の新生プラズマ団に所属しており、ヒウンシティの下水道でポケモンを「解放」しようとしていた。
下っ端たち
使用ポケモン
ドッコラー（複数）
カラクサタウンで、ゲーチスの演説のステージを作っている最中、外で寝泊りしていたブラックたちまで巻き込んでしまう。
チョロネコ
ポケモンリーグでジムリーダーたちと交戦。

ファイツ
ファイツの母
母娘。母親は育て屋で働いていたが、傷つけられたポケモンたちが預けられるのを見て心を痛め、プラズマ団に参加した過去を持つ。第10章では、演説によってトレーナーから解放されたポケモンの世話をしていたが、Nが旅立った後、他の団員たちと共に離脱。第11章ではロットに協力しており、Nが捕われたプラズマフリゲートへロットとヒュウを送り出す。ファイツの正体が国際警察に知られた後も、罪はないとして逮捕はされていない。

スムラ&リョクシ配下
第11章でのスムラ・リョクシの配下。アクロマ派閥の戦闘員で、新しいデザインの制服を着ている。
ヒウンシティの下水道に潜伏し、ポケモンの解放を行っていた。ラクツたちを襲うが返り討ちにされた。
手持ちポケモン
ベトベトン
技："ダストシュート"・"とける"

新生プラズマ団の下っ端
ゲーチス派の新生プラズマ団に所属。
手持ちポケモン
ダゲキ♂
技："ローキック"
ナゲキ♂
技："ともえなげ"
バルジーナ♀
技："バークアウト"
ダストダス

ズルズキン

ペンドラー

ミルホッグ

フリージオ
技："こおりのいぶき"
タブンネ
技："シンプルビーム"
ホイーガ
技："ハードローラー"
ギギアル
技："まもる"
ハブネーク

ワルビアル

ドガース

ニューラ

ヤブクロン

ゴルバット

ラッタ

## フレア団
第12章に登場する悪の組織。伝説のポケモンとメガシンカのアイテムを強奪することが主な目的。伝説のポケモンの捕獲を担当するA班（チーム・ア）、メガストーンとキーストーンの確保を担当するB班（チーム・ベ）に分かれている。ワイの母親・サキを含むアサメタウンの住人を捕まえ、ギルガルドの洗脳で「大樹」の運搬をさせている。
歴代でも群を抜いた影響力・支配力を持っており、カロス地方のマスメディアや警察幹部、有名企業の社長などといった上流階級の人間を全て取り込んでおり、一般市民もまた、カロス地方中に普及しているホロキャスターを常に盗聴され、監視下に置かれているなど、一般市民たちの自覚のないままカロス地方を完全に征服してしまっている。その影響でカロスのマスコミや警察も全てフレア団の息が掛かっており、虚偽の報道でジムリーダーや四天王などのカロスリーグの面々を社会的に抹殺し、半ば壊滅状態に追い込んだ。つまり、第12章におけるフレア団とは、カロス地方そのものであると言っても過言ではない。
最終決戦の末、組織の野望はエックスたちによって食い止められ、主だった科学者は逮捕されたが、フレア団を壊滅させることは今あるカロス地方を滅ぼすことに等しいと言えるため、支援者や地方中に散らばった団員・幹部たちまでは司直の手が出せず、完全には壊滅できずにいる。そして、最終決戦後もジムリーダー・四天王たちへの嫌疑と風評被害は晴れておらず、カロスリーグは事実上抹消状態となっている。
なお、メンバーが身につけている赤スーツは500万円もする高級品で、最終兵器のエネルギーから着用者を守る防御機能が備わっている。

### ボス
フラダリ
フレア団のボス。「フラダリラボ」のトップにしてホロキャスターの開発者でもある。プラターヌ博士とは知り合いで、彼からは「フラダリ氏」と呼ばれている。3000年前のカロス王族の子孫だという。
独特の考えの持ち主で、ホロキャスターの利益はすべて慈善事業に充てられており、研究内容と引き換えにポケモン研究家たちに資金援助を行うなど元は人格者であったが、私財を投げ打ってまで行った善意がカロスの人々の無関心によって汚されたことで絶望感と徒労感を抱くようになり、冷酷かつ独善的な人間へと変わってしまった。現在では自分にとって不利になりそうな写真を持つトロバたちに手持ちを繰り出して詰め寄る、イクスパンションスーツのリミッターを解除して被験者であるマチエールを廃人間際まで酷使するなど、相手が子供であっても容赦しない面を見せている。自分には美しい世界を作る役目が与えられたと考えており、3000年前に作られた最終兵器によってカロス全土を「浄化」する計画を立てる。自らが「選ばれた者」と見込んだ物には一定の敬意を払っている。トレーナーとしての実力も高いが、メガシンカにやや依存している傾向がある。
下っ端の男が手に入れた「ギャラドスナイト」とコルニから奪った「キーストーン」を取りつけたメガリングでギャラドスのメガシンカに成功する。フレア団のアジトに攻めて来たエックスに敗北した上、最終兵器を起動させカロス地方を滅ぼそうとするも、エックスたちやジムリーダーの活躍により被害は爆風程度で収まってしまう。
アジト脱出後は計画失敗による怒りを力に変えるかのようにポケモンの村で特訓するが、同時に迷いも抱いており、パキラにはそれを見抜かれている。最終兵器再起動のためカロスに生息するポケモンたちを乱獲し生命エネルギーを吸収させていたところでミュウツーの攻撃を受ける。エスプリを操ることでジガルデをも支配し継承者たちとの戦いを優位に進めていたが、ワイのそるそる（メガアブソル）にキーストーンを奪い返され、5匹同時のメガシンカを成し遂げたエックスの相手に手間取っているうちにゼルネアス・イベルタルの戦いが終結したことで、役目を終えたジガルデが自壊してしまい、その背から転落。それでも最後まで最終兵器の発動を諦めなかった。その後はグリーンたちによって身柄を拘束された。61巻の描き下ろしでは一命は取り止めたものの、脊髄を損傷していることが明かされた。
手持ちポケモン
ギャラドス♂←→メガギャラドス♂ Lv.53
特性：いかく←→かたやぶり 性格：なまいき 個性：ケンカをするのがすき
技："かみつく"・"たきのぼり"・"ハイドロポンプ"
フラダリの主力で長距離の移動役も担う。
カエンジシ♂ Lv.51
特性：とうそうしん 性格：わんぱく
技："おたけび"・"ハイパーボイス"
コジョフー♂ Lv.45
特性：せいしんりょく 性格：ずぶとい
技："ダブルチョップ"

パキラ
フレア団のNo.2。本人曰く「ボスのかたわらに立つ女」。
表向きはホロキャスターのアナウンサーにしてカロスリーグ四天王の一人だが、その正体はフレア団のスパイ。本人はあくまでもNo.2の座に拘っているようだが、実質的には組織内ではフラダリと同等の絶大な権限・権力を持っており、言わば「もう一人のボス」である。
アナウンサーとしての笑顔に隠された本性は、部下であるミアレ出版編集長以上に冷酷かつ残忍なサディスト。謀略に長けており、アサメタウンの住民を洗脳して幾度も利用するなど、その作戦は卑劣にして非道。自身が黒幕であるマスタータワー襲撃の際も、悪びれずにアナウンサーとして堂々と自作自演の報道をしており、情報操作も非常に悪質極まりない。また、失敗した部下には容赦せず、自分が雇った宝石強盗をカエンジシの炎で火達磨にする、任務に失敗した下っ端に暴行を加えるなど、自身のカリスマ性で部下を従えているフラダリとは正反対で暴君の如く振舞っており、団員からも恐れられている。それでいてアケビたち4人のことは寵愛しており、アケビに自身のカエンジシを貸し与えたり、ギルガルドをしっかり育て上げたコレアを褒めるなど、フラダリに劣らぬ首領格としての威厳とカリスマ性も兼ね備えている。
アナウンサーとしての演技力は抜群であり、ある意味ではカルネ以上。その演技力でカロスリーグに四天王として潜入し、カルネたちを常に監視していた。カルネたちへの情は微塵も持っていない。四天王の座に収まっているだけあってトレーナーとしての実力は群を抜いて高く、メガサーナイトを使うカルネを、最終進化していないテールナー（そして相性的に不利なイベルタル）で一方的に勝利している。
ボスのフラダリに対しては彼女なりに敬意と忠義を抱いているが、彼の未練がましさを見抜いて怒りを感じていたり、最終兵器の発動が失敗に終わっても平然とした顔をしていたこともあるなど、ただの忠誠心だけではないフラダリの「甘さ」を見抜く観察眼も持っている。カルネに対しては彼女の美貌への嫉妬と同時に異常なまでの執着心を抱いており、彼女をいたぶりたいと口にしたり、カルネとの交戦中に興奮しながら舌舐めずりをしているなど、ある種の嗜虐的な愛情に近い感情を抱いている。ポケモンを見定める眼力も優れており、半ば偶然に拾ったフォッコを残忍な心を持たせた代わりにずば抜けた強さを身に付けさせている。
「大樹」の運搬の際にカルネとコルニをおびき寄せ、混戦の最中コレアにコルニからはキーストーンを奪わせ、カルネを"マジックルーム"の結界に閉じ込めて攫い「大樹」の作戦をまんまと成功させる。それから暫く姿を消すが、「大樹」の下に眠っていたイベルタルの「繭」を見つけて主と認められ、我が物としてゼルネアスを手にしたワイたちの前に現れる（これはクセロシキたちにとっても全くの想定外であった）。
ポケモンの村へと向かうカルネの前に再び現れ、彼女のキーストーンを強奪して激しい空中戦を繰り広げながら逃走していたが、消滅するジガルデの背から転がり落ちるフラダリの元に自らも飛び降りる。カルネに救いの手を差し伸べられるも振り払い、フラダリと運命を共にした。その後は残りの四天王が彼女を抱える姿が描かれた。61巻の描き下ろしではフラダリがクッションになったことで軽症で、割れた眼鏡が顔面に突き刺さる程度だったと判明した。
手持ちポケモン
カエンジシ♀
パキラの主力。主人に似て冷酷な性格をしている。
ファイアロー
技："アクロバット"・"かまいたち"
飛行要員。平気で人を傷付ける残忍な性格をしている。
一時手持ち
ギルガルド♀（コレア）
複数の人の心を操る実験のため借りた。
フォッコ♀→テールナー♀→マフォクシー♀
技："ニトロチャージ"・"ほのおのうず"・"マジカルフレイム"・"マジックルーム"
元はプラターヌ博士がトロバたちに送った中の1匹だったが、ゼルネアス・イベルタルの戦いではぐれてフレア団に連れて行かれた。パキラに育てられた影響で冷酷な性格になるが、カルネのメガサーナイトに勝利するほどの飛び抜けた実力を身に付けた。
その後は10番道路にある生体エネルギー吸収装置の監視役を任され、最終決戦の時はトレーナーの指示がない状態でありながらジムリーダーをも寄せ付けない圧倒的な実力を見せつけたが、増援の前に敗北、サナのトリPが気にかけていたことからシトロンに回収され、トロバたちが引き取ることとなった。また、フォッコと一緒に入っていたポケモン図鑑はパキラに壊された。その後は悪人に育てられたことから悪影響を受け、性格が歪んでトロバたちに懐かなかったが、ファイツと出会い何かを感じたか、自ら彼女の手持ちになり、共にイッシュ地方へ渡った。
イベルタル
特性：ダークオーラ
技："デスウイング"
アサメタウンでゼルネアスと戦った後、「大樹」になったゼルネアスの下で「繭」になって眠りについた。復活後、パキラの邪悪な心に共鳴したのか主と認めた。最終決戦の際はパキラの命令で我が物顔で暴れ回ったが、最後はゼルネアスが自分を犠牲にする形で封印され、共に再び眠りについた。

### 科学者
クセロシキ
A班に所属し、他4人の科学者を統率している。白い肌をした巨漢で、「〜ゾ」が口癖。普段は一切口を動かさずに話す。シトロンからポケモンとリュックを奪い、機械を作るよう脅迫した。「イクスパンションスーツ」など様々な機器を開発した優秀な科学者であり、その技術力だけはシトロンからも称賛されているが、入団以前から人やポケモンを意のままにできるような研究に対して憧れがあり、フラダリと出会ってからは価値なき者の倫理観に従う必要はないとまで考えるようになっている。しかしそれでも科学者としての一抹の良心を持ち合わせているらしく、イクスパンションスーツには被験者の負担を減らすための催眠機能が搭載されていた。
最終兵器起動時にはコントロールルームで管理を行う。フラダリが特別視するエックスに実力に疑問を抱いており、その油断から兵器の吸収盤から電力を奪われゼルネアスの復活を許してしまう。パキラがイベルタルを手に入れるという予想外の事態には流石に余裕が無かったのか、動揺を隠せずワイ（ゼルネアス）とパキラ（イベルタル）の対決を慌てて仲裁した。
エスプリがジガルデと共に消息を絶ったことでフラダリからイクスパンションスーツの不確定要素を指摘され、名誉挽回のために移動中のエックスたちに襲いかかる。カラマネロの"さいみんじゅつ"や4匹のクロバットでエックスたちを苦しめるも、2匹のメガリザードンに敗れた。
手持ちポケモン
マーイーカ♂→カラマネロ♂
特性：あまのじゃく
技："さいみんじゅつ"・"つじぎり"・"ひっくりかえす"
クセロシキがあらゆる方法を試しても進化しなかったが、フラダリにひっくり返されて進化した。全ポケモン中最強とされる"さいみんじゅつ"で、ポケモンの村へと向かっていたエックスたち一行をほぼ無力化している。
クロバット×4

アケビ
B班に所属。茶髪のベリーショートヘアが特徴の女。「アハハ！」が口癖。楽天的な性格だが、失敗したポケモンに仕置きしようとする非情な一面を持つ。
最終決戦ではワイたちを妨害しようとするが、トロバのフラベベの攻撃でホルードが倒される。バラを倒して安心していたトロバに不意打ちをしかけようとするが、ティエルノのシザリガーに捕まり降参する。
手持ちポケモン
ホルード♀
技："たがやす"・"マッドショット"
両耳から強力なパンチを繰り出す。"マッドショット"使用時の効果音が独特。
バケッチャ
技："タネばくだん"
一時手持ち
カエンジシ♀（パキラ）
アサメタウンの襲撃で渡されたが、使いこなせなかったため返却させられた。

モミジ
B班に所属。青髪の女。感情的になりやすく短気な性格で、他の科学者には態度が大きいがボスの命令には逆らえない。アケビからは「モミちゃん」と呼ばれるが、本人は気に入っていない様子。
アサメタウンでメガリングを盗もうとするがエックスのガルの思わぬメガシンカにより撤退。今度はコガルをターゲットに狙うが、失敗した。
最終決戦ではティエルノと交戦。ヘルガーでティエルノの動きを封じてヘイガニを追い詰めるが、進化したシザリガーの"ハサミギロチン"で木に叩きつけられて行動不能になった。
手持ちポケモン
ヘルガー♀
技："かえんほうしゃ"・"れんごく"
モミジの尖兵的役割を担う。

コレア
A班に所属。七三分けの紫色の髪が特徴の女。丁寧かつ、ときに回りくどい喋り方が特徴。剣術の達人で、ヒトツキを剣にしてエックスたちを斬り殺そうとしたり、大岩を切断する。二度同じ失敗をしないための分析と努力を怠らない姿勢はパキラからも高く評価されている。
情報を元にサナのことを調べ上げ、彼女の心の隙を利用してメガストーンを奪おうしたが、ビオラの連絡を受けて駆けつけたコルニの参戦で撤退する。その後「大樹」の運搬にも参加。コルニと再戦し、相討ちに持ち込まれるが作戦は成功したため結果はコレアの勝利となった。しかしながら、長期間ギルガルドの霊力下にあったことで体力と精神力を消耗しており、バラの判断で強制的に戦線を離脱させられた。
最終決戦で復帰し、サナと交戦。ニダンギルで追い詰めるが、サナのネコPとコルニのルカリオに敗北する。
手持ちポケモン
ギルガルド♀
特性：バトルスイッチ
技："きりさく"・"キングシールド"
霊力で人の心を操る。ピンチの時は"キングシールド"で防戦も可能。パキラの実験で複数の人の心の操作に成功し、パキラから「よく鍛えられている」と評された。
ヒトツキ→ニダンギル
特性：ノーガード
ヒトツキの時は布を相手の腕に巻き付けて洗脳したり、コレアの武器としても扱われた。

ライボルト

バラ
A班に所属。緑色のザンバラ髪が特徴の女。至って無口な性格。読書家で豊富な知識を持つ。戦いに勝つためであれば、邪魔者や他の科学者にも容赦なく暴力を振う。それでいてコレアにだけは優しく、ギルガルドを使って精神力を使い果たした彼女を敢えて気絶させるなど、ゲーム版同様非常に親密な仲であることがうかがえる。
最終兵器の起動を阻止しようとするジムリーダーたちを妨害し、フクジと熾烈な戦いを繰り広げた。最終兵器の発射が不完全になった後はゼルネアスを再度捕獲しようとするが、ゼルネアスと共鳴したワイに敗れる。
最終決戦で復帰し、トロバと交戦。キリキザンでトロバを追い詰めるが、トロバのフラエッテとワイのけろけろ（ゲッコウガ）に敗北する。
手持ちポケモン
レパルダス

キリキザン♀

### 幹部
アカマロ
フレア団幹部であり、パキラ直属の部下。現段階で唯一名前が判明している幹部である。ゲームでは執事の姿だったが、一般の幹部と同じ姿をしている。
パキラの命令でコンコンブルの誘拐目的でエスプリと共にマスタータワーに現れるが、突如現れたカルネによって失敗する。その後は10番道路で最終兵器再起動の準備をしていたが、攻撃を仕掛けてきたジムリーダーたちに敗北し捕らえられた。
手持ちポケモン
ドラミドロ♂
技："ヘドロばくだん"
クズモー（複数）

### その他
宿屋の老婆
表向きはメイスイタウンで宿屋「踊るポニータ亭」を営んでいる。予約した宿に泊まろうとしたエックス以外の四人を部屋に閉じ込めようとするも、ヤコちゃんに妨害されて失敗に終わる。
手持ちポケモン
シュシュプ
ワイに襲い掛かるも、ヤコちゃんに敗れる。

ミアレ出版編集長
ミアレ出版に新しくやってきた男。怪しげに笑みを浮かべている。相手のポケモンが苦しむのを喜んだり、他人のポケモンを人質に取るなど、冷酷かつ卑劣な性格。フレア団に都合の悪い記事の証拠隠滅・捏造を担当しており、マスコミとしての倫理など持っていない最低な人間。
プリズムタワーでパンジーがスクープした伝説のポケモンの写真や記事を隠滅した。パンジーのエリちゃんを人質に取り、パンジーを殺害しようとするも、エックスの機転によって敗れ、自身もエリちゃんの電撃を受けて気絶する。
第13章でマリ・ダイが撮影した隕石の映像を無許可でホウエン地方全土に放送した人物とよく似ているが、現時点での関係は不明。
手持ちポケモン
ゴロンダ
口にくわえた葉っぱでメガシンカしたガル・コガルの動きを読んでいたが、サラメの尻尾の炎で葉っぱを燃やされて敗北する。
コフーライ
技："いかりのこな"
2匹登場。マリソ・サラメを引き付けた。

科学者の女
科学者チームの一人。クノエシティ近くにある、カロスで使われる全てのモンスターボールを作っているボール工場を占拠し、ボールの供給を止める計画のため向かっている途中、スケーティングパークで新しいダンスの動き（ムーブ）を練習していたティエルノと衝突して計画を知られ攻撃する。加勢してきたエックスのメガリングとメガストーンを狙い交戦するが、ヘイガニにフライゴンを墜落させられ敗北する。
手持ちポケモン
フライゴン
技："だいちのちから"

下っ端の男
木に引っ掛かっていた「ライボルトナイト」とエックスの「ガルーラナイト」を奪うが、エックスに敗れる。その後は敗れた制裁としてパキラによって鎖で吊るされて暴行を受け、半殺しの目に遭わされるが、シトロンの誘拐やギャラドスナイトを回収した功績で命だけは助けられる。
手持ちポケモン
チゴラス
技："じしん"
ニャスパー×4→×3
4匹とも目が異なっている。4匹のうち3匹がクロケアのパンプジンに押さえられて姿を消すが、残った1匹はパンプジンの"あやしいひかり"で混乱してその場にいたため、マチエールが面倒を見ることになった。

宝石強盗
ディアンシーを欲したパキラに雇われ、コボクタウン・ショボンヌ城の没落貴族の召使いとして潜入し、ディアンシーの情報を集めていた。そして計画を実行し、ディアンシーを誘拐しようと目論んでいたが、偶然その場に居合わせたカルネ・コルニ・コンコンブルの3人によって失敗。
それでも何とかディアンシーの作った宝石をパキラに献上したが、図々しくも報酬を要求して彼女の逆鱗に触れ、始末された。
手持ちポケモン
カメテテ×3

エスプリ
イクスパンションスーツという戦闘服を着用した謎の人物。着用中、使用者は眠りについているようで、使用者に代わって仮想人格（AI）が体を動かしている。
最初はアカマロと共にコンコンブルを誘拐すべくマスタータワーに現れるが、駆けつけたカルネによって失敗。次に「大樹」の運搬の際にエックスと交戦するもまだ調整の済んでない「スニーキング機能」を使ったことで機能が暴走し、クセロシキから撤退命令を受ける。
その後AZが示唆した監視者Zの捜索任務に就いていたが、ヒャッコクシティではボールジャックしたぜるぜるでエックスたちと交戦するうちにスーツのヘルメットを破壊される。直後に乱入してきたジガルデを捕獲することに変更したが活動限界が迫り行方をくらます。最終決戦でその正体がマチエールだと判明する。
第12章の後日談でAIだけで動かそうとして最初に作られた「0号スーツ」があったことが判明し、マギアナを狙った。
手持ちポケモン
オーロット
技："ウッドホーン"・"おにび"・"じならし"
神経が通っている根から命令を伝えて周囲の植物を操る。
ボクレー

ルチャブル×4
技："ブレイブバード"
ヒャッコクシティでプラターヌ博士とエックスたちに襲いかかる。
ボールジャックしたポケモン
ぜるぜる（ゼルネアス）（ワイ）

ガメノデス
技："クロスチョップ"・"どろかけ"
0号スーツが使用。マギアナに倒される。

下っ端たち
エックスのメガリングを狙い事あるごとに襲いかかるほか、セキタイタウンのアジトや10番道路で交戦するも敗北する。
手持ちポケモン
ヌメイル

オンバット

ヌメラ
技："だくりゅう"
グラエナ

マルノーム

レパルダス

ズルズキン

モルフォン
技："ねむりごな"
モロバレル

店員
表向きはミアレシティのカフェで店員をやっている。ジーナ・デクシオと交戦するが、敗北する。
手持ちポケモン
マルノーム

## スカル団
第14章に登場する悪の組織。組織というよりはアローラ地方で悪事を働く「ならず者集団」という存在だが、背後に謎の組織の存在が示唆されている。
ウラウラ島のポータウンにある「いかがわしき屋敷」をアジトにしている。「ナメられたら終わり」というボスの方針により一般人にも高圧的にいちゃもんをつけ、金や持ち物を巻き上げている。
最終的に、これまでの悪行三昧の報いを受ける形となり、エーテル財団の情報操作もあってアローラの住民たちからは「ウルトラビーストの一件を招いた全ての元凶」と見なされる結果となり、終盤のプルメリの回想では、団員たちが住民によって集団リンチを受ける姿が描かれている。

### ボス
グズマ
スカル団のボス。むしタイプの使い手。一人称は「オレさま」。
アローラで「ふつう」の一生を終える事に嫌気がさし、ルールに収まらずに生きる事に強いこだわりがある。ならず者ではあるが、バトルで負けていると額を地面に叩きつけて自分を責め、手持ちのポケモンを褒めるなど、ポケモン想いな面がある。ポケモンの攻撃を部下をはじめとする人間に向けるなど容赦がないが、バトルでは言動とは裏腹に知的な戦法で相手を追い詰める。
スカル団のボスであるが、それより上の存在がほのめかされている。かつてはメレメレ島のしまキング・ハラからポケモンバトルを学び、アローラ地方の外にも遠征した経験があるが、現在は袂を分かっている。一方でハラの孫であるハウを気にかける素振りを見せる事もあった。
スカル団がこれ以上ナメられないようにと、したっぱAを倒したサンに挑戦するため、したっぱAに代わって「ゼンリョクバトル」に飛び入り参加し2回戦でサンと対戦するが敗北。試合後にグラジオを組織の用心棒として雇う。
実はエーテル財団の代表のルザミーネと繋がっており、自分を認めてくれたという彼女に心酔している。ルザミーネから託されたコスモッグを使って幾つものウルトラホールを開かせ、いかがわしき屋敷に話し合いにやって来たハウやキャプテンたちに、異空間から現れたウルトラビースト（UB）をけしかける。しかしUBを制御できず、自身まで攻撃の対象になった事でグラジオからは「ルザミーネに利用されている」と促されるも信じず、その不安に反応して開いた異空間の出口から出て来たウツロイドによって異空間の穴に連れ去られてしまう。
半年後にはナッシーアイランドに投げ捨てられており、マツリカに前線キャンプに連れて行かれ手当を受ける。この時は寄生の後遺症で起き上がる事もできなかったが、事件後は無事に回復してハウと共に他地方のエネココアを提供するカフェを経営している。
手持ちポケモン
コソクムシ→グソクムシャ
特性：にげごし→ききかいひ
技："であいがしら"
グズマの主力。進化前からの自然界の掃除屋としての習性で、腐ったエサでも食べるため臭いらしい。食事に使う爪も汚れていた事が仇となり、額の小判を汚され怒ったダラーに倒された。
アメモース
技："あわ"・"みずあそび"
苦手なほのおタイプの技を半減させるためにみずタイプの技で攻める。相性の悪いエンを倒すが、自分で撒いた水をダラーが巻き上げた事で触角が濡れると飛べなくなる弱点を突かれ敗北する。

### 幹部
プルメリ
スカル団の女幹部。どくタイプの使い手。一人称は「あたい」で姉御肌ながらも沈黙な性格。
グズマとは親密な間柄である模様で、彼への執着心は強い。グズマがウルトラホールへ消えた事を知らず、コスモッグを焚きつけて聞く耳を持たせないようにした事もあり、ザオボーに怒りを露わにする。
半年後もウルトラホールに連れ去られたグズマが帰還している事を知らず、いずれグズマを見つけるというザオボーの言いなりになっていた。ムーンに変装してラナキラマウンテンに向かい、言われるままルザミーネと邪魔になるジーナ・デクシオを始末しようとするが、リーリエからグズマが救護所にいると知らされて戦意喪失した。
手持ちポケモン
エンニュート♀
技："かえんほうしゃ"・"ドラゴンテール"・"ベノムトラップ"
プルメリの主力。姿を隠して敵をどく状態にする戦法が得意。
ゴルバット
飛行要員。

### 用心棒
グラジオ
経歴が一切不明な少年。UBをせん滅する時のために鍛錬を積んでいる。ムーン曰く「化学のニオイがする」らしい。
手持ちは「人工」の要素を持つポケモンで、その実力はトーナメント参加者の中でも群を抜いている。基本的には理論的な戦闘をするが、自身の強い覚悟もあり重要な局面では照準すらままならない状況で命中率の低い技を繰り出し勝負をかけるという、非論理的な戦法を取る事もある。
カプたちに近づくために「ゼンリョクバトル」に参加し1回戦ではハウに、2回戦ではムーンに勝利し決勝戦に進出。圧倒的な実力でサンを追い詰めたが、彼が意図せず放った「Zワザ」により敗北し、その場を去る。
「ゼンリョクバトル」後はグズマの勧めでスカル団の用心棒となり、アーカラ島の「命の遺跡」でキャプテンのカキを襲いカプ・テテフを連れ去ろうとするがまたしてもサンに妨害され、ムーンからカプ・テテフがデンジュモクに追い詰められていた事を聞いて諦め撤退した。
その正体はエーテル財団代表のルザミーネの息子であり、リーリエの兄。母の計画においてUBを制御するために製造されたタイプ：ヌルを持ち出してエーテル財団を離れるが、かえって彼女の計画への執着を強めてしまったため、財団とつながっているスカル団に潜入していた。スカル団のアジトの「いかがわしき屋敷」に呼び寄せられ、UBが本格的に暴れ出した際にスカル団に潜入した目的やエーテル財団の素性をサンたちに暴露し、タイプ：ヌルと共にUBと交戦する。しかし、自分を信用しなかったキャプテンたちとは協力せず、「家族の問題」だからと単独でウラウラ島を転戦する中でリーリエと再会を果たし、二人で海を越えポニ島の「さいだん」を目指す。だが、伝説の2匹がネクロズマによって異空間へ連れ去られたために母の野望を阻止する事に失敗、さらに進化したシルヴァディの力で内臓も骨も筋肉も傷ついて、半年の療養を経ても万全の体調には戻らなかった。
半年後にはエーテルパラダイスに乗り込み、ザオボーに捕まったムーンを助けてザオボーの計画を終わらせようとしたが、逃げるまでの時間稼ぎに利用されたリュウキと交戦する。その後、ウツロイドに連れ去られたザオボーの捜索にウルトラスペースへ向かう。
手持ちポケモン
タイプ:ヌル→シルヴァディ
特性：カブトアーマー→ARシステム
技："アイアンヘッド"・"シザークロス"・"ニトロチャージ"・"ねっぷう"
継ぎ接ぎのような印象を与える謎のポケモン。正体はUB対策のためにエーテル財団によって開発された人工ポケモン。スピードはないが頭に被る鉄仮面は非常に頑丈。鉄仮面は拘束具であり、エンのZワザでヒビが入った時には不安定な状態になったのが見受けられた。そして、ホクラニだけでアクジキングからリーリエを守った際に、シルヴァディに進化する。
半年後にはエーテルパラダイスに捕まったムーンの護衛を任され、ルナアーラが迎えに来たため単身でグラジオに薬を届ける。
ポリゴン
技："サイケこうせん"・"でんじほう"・"ほうでん"
ルガルガン（まひるのすがた）
技："アクセルロック"・"いわなだれ"

### その他
したっぱA
スカル団のしたっぱの男。本名は不明であり、「したっぱA」はハラが命名した。「〜スカ」が口癖。ポケモン想いな一面のあるグズマと違い、自分の失態をポケモンのせいにしている。
サンに「ナマコブシ投げ」のバイトをさせていたが、インチキをしてバイト代を不払いしようとした。そのことに抗議したムーンを攻撃したためにサンから反撃され敗北。ゼンリョク祭りで選手として出場するが、グズマに投げ飛ばされて出場不能になった。
手持ちポケモン
ヤトウモリ
特性：ふしょく
2匹登場。
ナマコブシ
特性：とびだすなかみ
サンに敗北した後、主人に責任を押し付けられ殴って逆襲した。

したっぱの女
スカル団のしたっぱ。本名は不明。
したっぱAと一緒にいる事が多く、ゼンリョク祭りでは「ヤドンのしっぽ焼き」の屋台を営業していた。
したっぱたち
メモリアルヒルで暴れていた4人組の男女。サンたちに襲いかかるも、スイレン・マオに返り討ちにされた。
手持ちポケモン
スリープ

エンニュート♀

## エーテル財団
第14章に登場する組織。アローラ地方の中心部にある人工島のエーテルパラダイスという施設で傷ついたポケモンの保護活動をしている。

### 代表
ルザミーネ
エーテル財団の代表を務める女性。
その正体はリーリエ・グラジオの母親であり、第14章における黒幕。UBに魅せられ愛し過ぎるあまり、自分とUBのみが存在する「楽園」を作ろうという思いに取り憑かれている。それを理解しない、反対する者は排除すべき異物でしかないという。
娘のリーリエが自身で選んだ服を「醜い」と評して自分のコーディネートに着替えさせていたため、彼女にトラウマを植え付けている。また、「親の言う事を聞いていればいい」と毒親・ネグレストな面も持っている。息子のグラジオからは「あの女」呼ばわりされ、嫌われている。
そういった人物になってしまった原因は、かつて夫であるモーンがウルトラスペースの調査のために行方不明になってしまったため。
サン・ムーンがアローラ地方から消えてから半年後、ポニ島で自分とUBのみが存在する「楽園」を作るという野望を果たす。後にウルトラ調査隊・隊長のシオニラの要請でUBの捕獲・制御の支援をするが、その果てにウツロイドに寄生され欲望のままにネクロズマを独占しようとする。だが、ラナキラマウンテンに帰還した際に再会したリーリエから夫は記憶を失って帰って来れないだけで死んでいないことを伝えられて戦意を喪失し、寄生から解放される。事件後はウツロイドの毒の影響で昏睡状態となり、リーリエに連れられてかつてポケモンと合体した事のあるマサキの元を訪ね、カントー地方に向かう。
手持ちポケモン
ピクシー

ドレディア♀

ムウマージ

ミロカロス

キテルグマ

ミミロップ

アーゴヨン
ウルトラ調査隊から半ば強引に奪ったUB。
ウツロイド
グズマをウルトラディープシーへと攫った個体。ウルトラボールで捕獲された事でルザミーネとは「共生」の関係になったとされ、彼女と融合して通常とは異なる姿へと変貌する。

### 部長
ザオボー
エーテル財団の支部長で、エーテルパラダイスの責任者。特徴的な眼鏡をかけている（サン曰く「ポケマメっぽい人」)。エスパータイプの使い手。
「支部長」の肩書きに異常な拘りを持っており、「出世」「サクセス」といったワードに過剰反応する。人間とポケモンの共存についても本心では否定している。月間20万PVだという「支部長Sのブログ」を名前を隠してやっている。100%ではないが自分が望んだことはすべてかなってきているので、自らが運命的ななにかに望まれた選ばれし存在だと確信している。また、月と太陽の伝説にあるポケモンとコスモッグとの関係を知ってからは、伝説の2匹を捕まえてUBのコントロールを成功させ、財団の実権を握ってトップになるという野望を抱くようになる。
5年前にサンの意志を無視して彼の曽祖父の島を奪って「エーテルパラダイス」を設立したため、サンやダラーから怒りを買われている。その際に口にした島の代金「1億円」についてもほとんど忘れていた。
元はルザミーネを慕っており、彼女と意見が対立しつつあったモーンをウルトラホールへと突き落として始末するが、悲しみに暮れていたルザミーネからは拒絶され、逆恨みに近い感情を抱いて彼女と家族が幸せにならないよう手を回していた。グズマの救出を条件に味方につけたプルメリをムーンに変装させ、ウツロイドの毒で昏倒したルザミーネの暗殺を行わせ、エーテルパラダイスにグラジオが現れると口車に乗せたリュウキに時間稼ぎをさせてその場から逃亡。しかし、地下船着き場にいたダラーに怖じ気づいた所に「不安」や「緊張」を嗅ぎ付けたウツロイドの大群に連れ去られ、ウルトラホールに消えていった。その後の生死は不明。
手持ちポケモン
スリーパー

ネンドール

ハギギシリ

ビッケ
エーテル財団の副支部長。眼鏡をかけた女性。
野生のハギギシリによってヨットが転覆したムーン・ククイ夫婦に、エーテルパラダイスを案内した良心的な人物。
エーテル財団の悪事が知れ渡り、ルザミーネがポニ島を占拠した後は、他の良心的な職員と共に財団を離脱し、グラジオやリーリエと侵入する手段を模索した。

### その他
ザオボー配下の財団員たち
フルフェイスメットを着用している。
手持ちポケモン
アーボック

ヌメイル

ネオラント

バイバニラ

パラセクト

ヘルガー

アローララッタ

リリーラ

レアコイル

レディアン

サナギラス

ハンテール

サクラビス

リュウキ
ザオボーが雇った用心棒。ポケモンバトルの「スーパースター」を自称し、狂気的にテンションが高い。アンプが繋がったギターケースを弾いている。
UBと戦おうとアローラにやって来て、お膳立てするというザオボーをプロモーターとして従っていた。ラナキラマウンテンで遭難していたムーンを捕らえてエーテルパラダイスに拘束し、侵入してきたグラジオの排除を頼まれるが、ザオボーの目的がグラジオの足止めで、そもそもUBと勝手に戦った方が有益だという判断から停戦。
事件後はウルトラスペースでザオボーを捜索するグラジオに勝手に付いて行っている。
手持ちポケモン
バクガメス
触ると爆発するフンを相手の周囲にばら撒いて行動を阻害するが、これだけでポケモンを戦闘不能にできるほどの威力はない。
ジジーロン

ジャラランガ

## エール団
第15章に登場する団体。「女神」と称するマリィを応援しているが、それは優勝を願うあまり卑怯な行為も辞さないものになっている。正体はスパイクタウンの住人。
男女二人組
ワイルドエリアで創人・シルドミリアを襲った最中にパワースポットに連れ込まれ、ドテッコツのマックスレイドバトルに巻き込まれる。
手持ちポケモン
ガラルマッスグマ（男）
特性：はやあし
技："ふいうち"
フォクスライ（女）
技："つじぎり"・"ほのおのキバ"

## マクロコスモス
ローズ
ガラルポケモンリーグのスポンサー企業「マクロコスモス」の社長。ガラル地方のポケモンリーグ委員長を務める中年男性。かつてのダンデとビートのジムチャレンジの推薦者でもある。

手持ちポケモン
ゾウドウ

ダイオウドウ（キョダイマックス）
技："キョダイコウジン"
ビートに貸し出していた。
ナットレイ

オリーヴ
マクロコスモスの副社長。ローズの秘書も務める女性。

ソッド・シルディ
マクロコスモスと手を組んでいる、スーツ姿で剣のような髪型をしたソッドと、盾のような髪型をしたシルディの兄弟。「英雄の血族」と自称し、自分たちを「高貴」と言い命を危険にさらすような犯罪行為も悪びれず、他人を「下賎」と見下す。1年前にまどろみの森でザシアン・ザマゼンタに代わる英雄となるために「くちたけん」と「くちたたて」を盗む。その場にいた創人とシルドミリアを昏倒させ、立ち向かったシルドミリアの手持ちに2匹が興味を持ったことを危険と見なし、奪った上でメガ・ギガを手元に残して他の3匹をガラル各地に捨てた。ゲーム版ではマクロコスモスとは無関係だが、本作ではマクロコスモスの一味という設定になっている。
自分たちとローズの関係を知ったソニアを狙い、彼女が乗ったタクシーをルートナイントンネル付近で撃墜し、証拠映像を探してマグノリア号を襲撃。ネズがメモリーカードを抜いておいたカメラを持って去るが、騙されたことに気づいてスパイクタウンに戻り、素顔を暴かれる。ネズのタチフサグマの攻撃で窮地に陥るが、何とか撤退に成功する。
ブラックナイトを起こすことでガラルを維持するエネルギーを確保した後、それを鎮めることによって王族として復権しようと企み、テレビの中継を利用してガラル中にムゲンダイナとの戦闘を見せるも、くちたけん・くちたたてを使いこなせずに敗北、直接ムゲンダイナに攻撃されて毒の影響を受け「こんらん」状態に陥る。
スパイクタウンの壁画に隠された彫像やキルクスタウンに打ち捨てられた5枚目のタペストリーなど、先祖が代々ザシアン・ザマゼンタの活躍の痕跡を消してきた事で伝説の痕跡そのものが消え、英雄や王族の歴史も人々の記憶から消えていったと判明する。
手持ちポケモン
ギギギアル
ローズと会っていた所を見られたソニアのそらをとぶタクシーをでんき技で襲った。
ドータクン
技："じんつうりき"
マグノリア号の襲撃時にシルドミリアのギガを持っていた。ムゲンダイナと戦い、"かえんほうしゃ"に敗れる。
グソクムシャ
技："マッドショット"
襲撃時にシルドミリアのメガを持っていた。みずタイプを持つが、ムゲンダイナの"かえんほうしゃ"に敗れる。
ニダンギル
まどろみの森で創人とシルドミリアの生気を吸い記憶を奪った。

## スター団
第16章に登場。グレープアカデミーの不良生徒の非行集団であり、マジボスのカシオペアと5人のボス、下っ端で構成されている。アカデミーのトラブルメーカーで、ポジションとしてはスカル団や、エール団に近い。元はいじめの被害者たちである。

### マジボス
カシオペア
バイオレットとスカーレットのスマホロトムに話しかけてくる、謎の人物。一人称は「わたし」。二人にスター団壊滅を目的とした、「スターダスト計画」を依頼する。

### ボス
マジボスと共にスター団を創設・指揮した5人組であり、マジボスが消えた現在のスター団を取り仕切る実質的な首領たちである。
ピーニャ
あく組「チーム・セギン」のボス。真面目な性格で、頭が良く成績優秀。チーム・セギンが壊滅した後も、ペパーとは交流がある。
手持ちポケモン
コマタナ
ブロロローム
メロコ
ほのお組「チーム・シェダル」の女ボス。一人称は「おれ」。1年前に行き倒れていたスカーレットを救出し、カルボウを託した。1年前は善良な性格だったが、現在は荒れてしまい、粗暴な性格になってしまっている。
手持ちポケモン
コータス
ブロロローム
シュウメイ
どく組「チーム・シー」のボス。一人称は「我」。忍者のような恰好をしていて、語尾は「〜でござる」。
手持ちポケモン
ベトベトン
スカタンク
ブロロローム
チーム・ルクバー
フェアリー組。
チーム・カーフ
かくとう組。